# ウズベキスタン

ウズベキスタン共和国
Oʻzbekiston Respublikasi
Ўзбекистон Республикаси

国の標語：Oʻzbekiston kelajagi buyuk davlat
（ウズベク語：ウズベキスタン、偉大な未来を持つ国）
国歌：
O‘zbekiston Respublikasining Madhiyasi（ウズベク語）
ウズベキスタン共和国国歌

ウズベキスタン共和国（ウズベキスタンきょうわこく、ウズベク語: Oʻzbekiston Respublikasi, Ўзбекистон Республикаси）、通称ウズベキスタンは、中央アジアに位置する共和制国家。中央アジアの二重内陸国であり、北はカザフスタン、北東はキルギス、南東はタジキスタン、南はアフガニスタン、南西はトルクメニスタンが存在する。首都はタシュケントで、最大の都市でもある。

## 概要
ウズベキスタンはテュルク語圏の一部であり、テュルク評議会、テュルク文化国際機関、テュルク語圏諸国議会のメンバーでもある。国連、WTO、CIS、上海協力機構（SCO）、ユーラシア経済連合、CSTO、OSCE、イスラム協力機構などの国際機関に加盟している。
同国は様々な民族によって構成されている多民族国家で、6つの独立したトルコ系国家の一つに数え上げられる。世俗的な国家であり、大統領制の立憲政治が敷かれている。
国内の主要民族はウズベク人で、総人口の約83%を占める。主な少数民族としては、ロシア人（2％）、タジク人（4～30％）、カザフ人（3％）、タタール人（1.5％）、カラカルパク人（2％）などがいる。ロシア人やその他の少数民族が他国へと移住し、ソビエト連邦時代に他国に居住していたウズベク人がソ連崩壊に伴う独立回復後にウズベキスタンへ帰国していることから、同国内に住むウズベク人以外の民族の割合は減少傾向にあるとされている。
ウズベキスタンは12の地域（ヴィラヤット）、タシュケント市、1つの自治共和国カラカルパクスタンで構成されている。また、NIS諸国の一つにも数えられている。
国内ではウズベク語が主に話されているが、ロシア語も共通語として使われている。宗教はイスラム教が主流であり、ウズベク人の多くはイスラム教スンナ派である。
非政府の人権団体はウズベキスタンを「市民権を制限した権威主義国家」と定義しているが、独裁者イスラム・カリモフの死後、シャフカト・ミルジヨエフ政権下で大きな改革が行われている。この改革により、隣国のキルギス、タジキスタン、アフガニスタンとの関係は劇的に改善された。2020年の国連報告書では、国連の持続可能な開発目標の達成に向けて多くの進展が見られる。
ウズベク経済は市場経済への移行が徐々に進んでおり、対外貿易政策も輸入代替を基本としている。2017年9月、同国通貨は市場レートで完全に兌換可能となった。ウズベキスタンは、綿花の主要な生産国であり、輸出国でもある。ソ連時代からの巨大な発電施設と豊富な天然ガスの供給により、ウズベキスタンは中央アジア最大の電力生産国となっている。2018年から2021年にかけて、共和国はスタンダード・アンド・プアーズ（S&P）およびフィッチからBB-の格付けを受けた。ブルッキングス研究所が示す強みとしては、ウズベキスタンに大きな流動資産、高い経済成長、低い公的債務があることである。

### 経緯
現在のウズベキスタンへの最初の移住者はスキタイ人と呼ばれる東イランの遊牧民で、フワラズム（紀元前8〜6世紀）、バクトリア（紀元前8〜6世紀）、ソグディアナ（紀元前8〜6世紀）、フェルガナ（紀元前3世紀〜紀元前6世紀）、マルギアナ（紀元前3世紀〜紀元前6世紀）に王国を建設したと記録されている。この地域はイランのアケメネス朝帝国に組み込まれ、マケドニアの支配を経て、イランのパルティア帝国、後にサーサーン朝帝国に支配され、7世紀にイスラム教徒がペルシアを征服するまで続いた。初期イスラム教の征服とその後のサマニード帝国の支配により、現地の支配階級を含むほとんどの人々がイスラム教の信奉者に改宗した。この時代、サマルカンド、ヒヴァ、ブハラなどの都市は、シルクロードによって豊かになり始め、ムハンマド・アル・ブハーリー、アル・ティルミーディ、アル・クワリズミー、アル・ビルニ、アヴィセンナ、ウマル・ハイヤームなど、イスラーム黄金時代を代表する人物が出現した。
13世紀、モンゴル帝国の侵攻により、クワラズミー王朝と中央アジア全体が壊滅し、その後、この地域はトルコ系民族の支配を受けるようになった。14世紀、ティムール帝国を樹立したティムール（タメルラン）は、サマルカンドを首都とするトゥラン最高首長となり、ウルグ・ベグの支配下で科学の中心となり、ティムール・ルネサンスを生んだ。
16世紀、ティムール朝の領域はウズベク・シャイバーニー朝に征服され、権力の中心はブハラに移った。この地域は、ヒヴァ・ハン国、コーカンド・ハン国、ブハラ・ハン国の3つの国に分かれた。バーブル帝による東方への征服は、ムガル帝国としてインドの新たな侵略の基礎となった。
19世紀には中央アジア全域が徐々にロシア帝国に組み込まれ、タシュケントがロシア・トルキスタンの政治的中心地となった。1924年、国家分割により、ソビエト連邦内の独立共和国としてウズベク・ソビエト社会主義共和国が誕生した。ソビエト連邦の崩壊後、1991年8月31日に「ウズベキスタン共和国」として独立を宣言した。
一方、1991年にウズベキスタンが独立した際、イスラム原理主義に対する懸念が中央アジア地域に広まった。これは、支配的な宗教であったイスラム教信者（ムスリム）が急激に増加するであろうという予想に基づくものであったが、1994年時点では、ウズベキスタンの人口の半数以上が「自分はムスリムである」と答えている一方で、信仰における知識やその実践方法に関してはこれを持ち合わせている割合が極めて低かった。その後はイスラム教信者の割合の上昇が見られるようになったが、世俗化しており、戒律などは緩い。

## 国名
正式名称はウズベク語で、Oʻzbekiston Respublikasi / Ўзбекистон Республикаси（ウズベキスタン・レスプブリカシ）。通称は、Oʻzbekiston / Ўзбекистон。
公式のロシア語表記はРеспублика Узбекистан。通称、Узбекистан。また英語表記は、Republic of Uzbekistan。通称、Uzbekistan。国民・形容詞ともUzbekistani。
日本語の表記は、ウズベキスタン共和国。通称、ウズベキスタン。
国名は、ウズベク人の自称民族名 Oʻzbek（ウズベク）と、ペルシア語で「～の国」を意味する -stan （スタン）の合成語である。ウズベクは、テュルク語で「自身が主君」を意味し、ジョチ・ウルスのウズベク・ハン（オズベク・ハン）の名に由来するといわれる。

## 歴史

### 古代-10世紀
ウズベキスタンの国土の中央部は、古代よりオアシス都市が栄え、東西交易路シルクロードの中継地ともなってきたトランスオクシアナ地域の大部分を占める。この地域は古代にイラン系のソグド人が活躍したが、8世紀にアラブ人によって征服され、宗教的にはイスラム化した。10世紀にはテュルク系民族（カラカルパク人など）が進出し、言語的にテュルク語化が進む。

### モンゴル帝国・ティムール朝

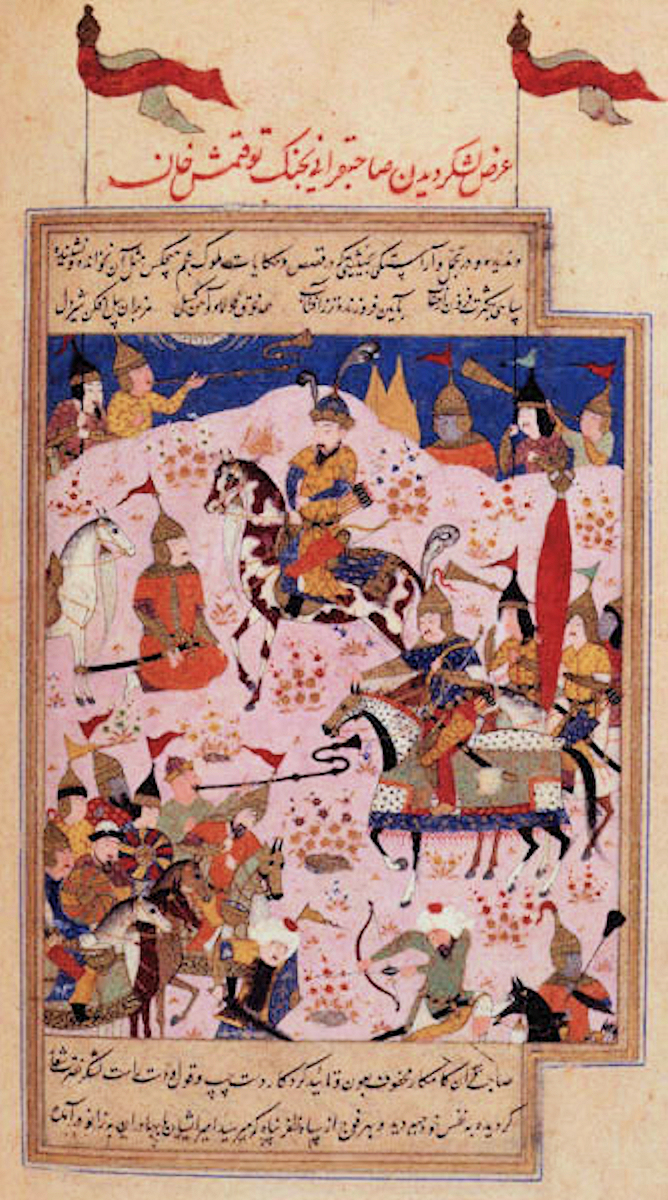
トクタミシュと戦うティムール

13世紀にはモンゴル帝国に征服され、このとき多くの都市が甚大な被害を受けるがすぐに復興を果たした。14世紀にはこの地から興ったティムール朝が中央アジアから西アジアに至る広大な地域を征服して大国家に発展した。

### ウズベク3ハン国
ティムール朝の衰亡後、北からウズベク人が侵入し、ウズベク3ハン国と呼ばれるブハラ・ハン国、ヒヴァ・ハン国、コーカンド・ハン国を立てる。

### ロシア帝国・ソビエト連邦
これらは19世紀に北からのロシア帝国に征服され、ロシア革命後はソビエト連邦下の共和国となり、その後はソビエト共産党政府の統治下に入り、ウズベク・ソビエト社会主義共和国となった。1966年4月、タシュケントを震源として市内では大地震が起こり、市内の建物のおよそ2/3が倒壊するという惨事となった。

### 独立

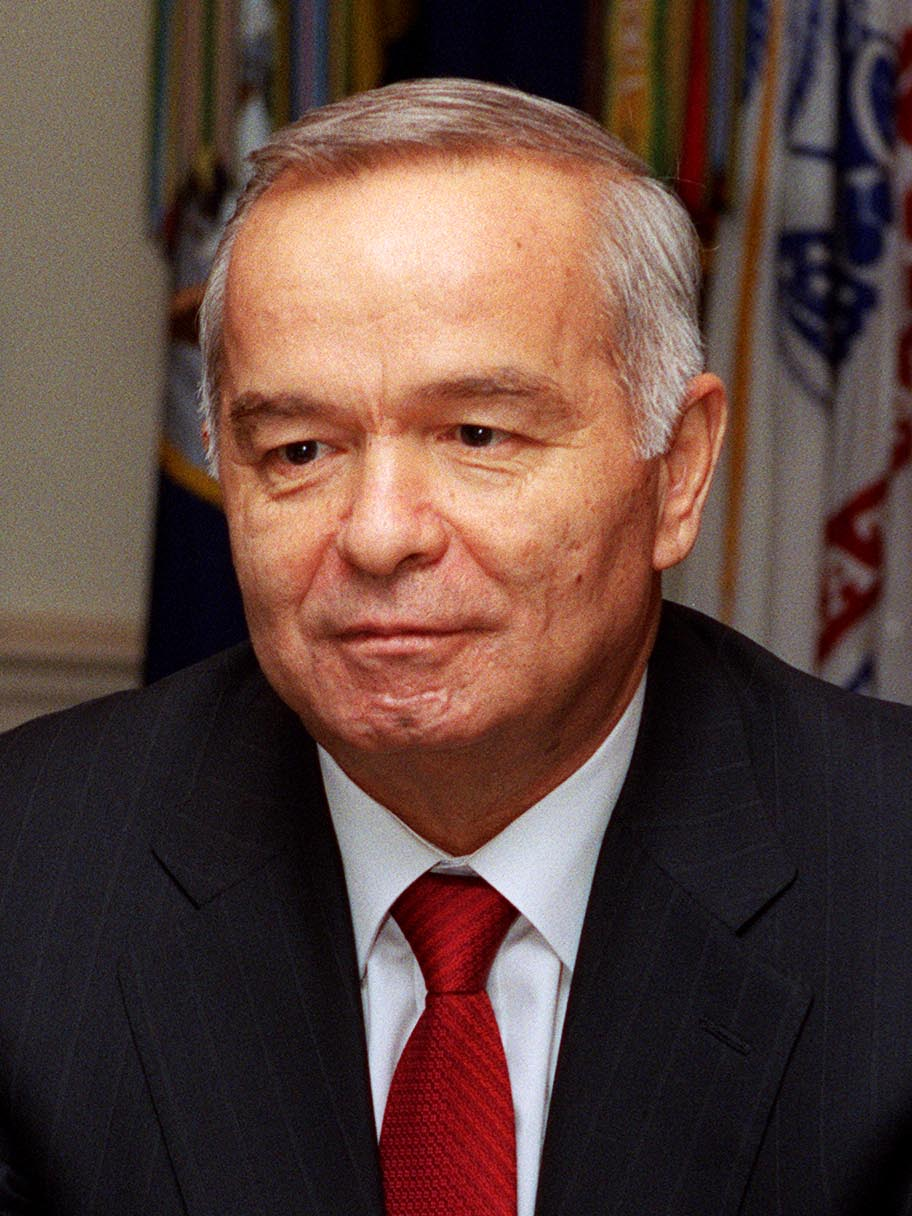
初代ウズベキスタン大統領のイスラム・カリモフ

1991年のソ連崩壊によってウズベク・ソビエト社会主義共和国はウズベキスタン共和国として独立し、同時に独立国家共同体（CIS）に加盟した。独立後はイスラム・カリモフ大統領が権力を集約し、ほぼ独裁政権となって統治してきた。
2005年5月13日に東部アンディジャンで発生した反政府暴動鎮圧事件で市民に多数の死者が出たとの情報があり、ヨーロッパ諸国や国際連合などから「人権侵害」との非難が挙がっている。また、これまで対テロ戦争で協力関係にあったアメリカ合衆国も態度を変化させ民主化要求を行い始めた。
一方、カリモフ大統領はイスラム過激派による武力蜂起だとして欧米側による報道を批判し、国際調査団を受け入れる考えのないことを表明した。また、2001年のアフガン侵攻以来、アメリカ軍の駐留を受け入れてきたが、2005年にこれを解消し、アメリカ軍は撤収することとなった。なお現在も、「反テロ作戦の一環」としてドイツ軍がテルメズ飛行場に駐留を続けている。現在は上海協力機構と関係を深めている。
2016年9月2日にカリモフ大統領が死去したことで、25年にわたる長期政権は終焉を迎えた。その後、カリモフの後継者であるシャフカト・ミルジヨエフが大統領代行を務め、12月に行われた大統領選挙でも勝利したことで第2代大統領に就任。経済活動やメディアの規制緩和を進め、2021年の再選後の就任演説（11月6日）では「民主的改革」を掲げた。

## 政治

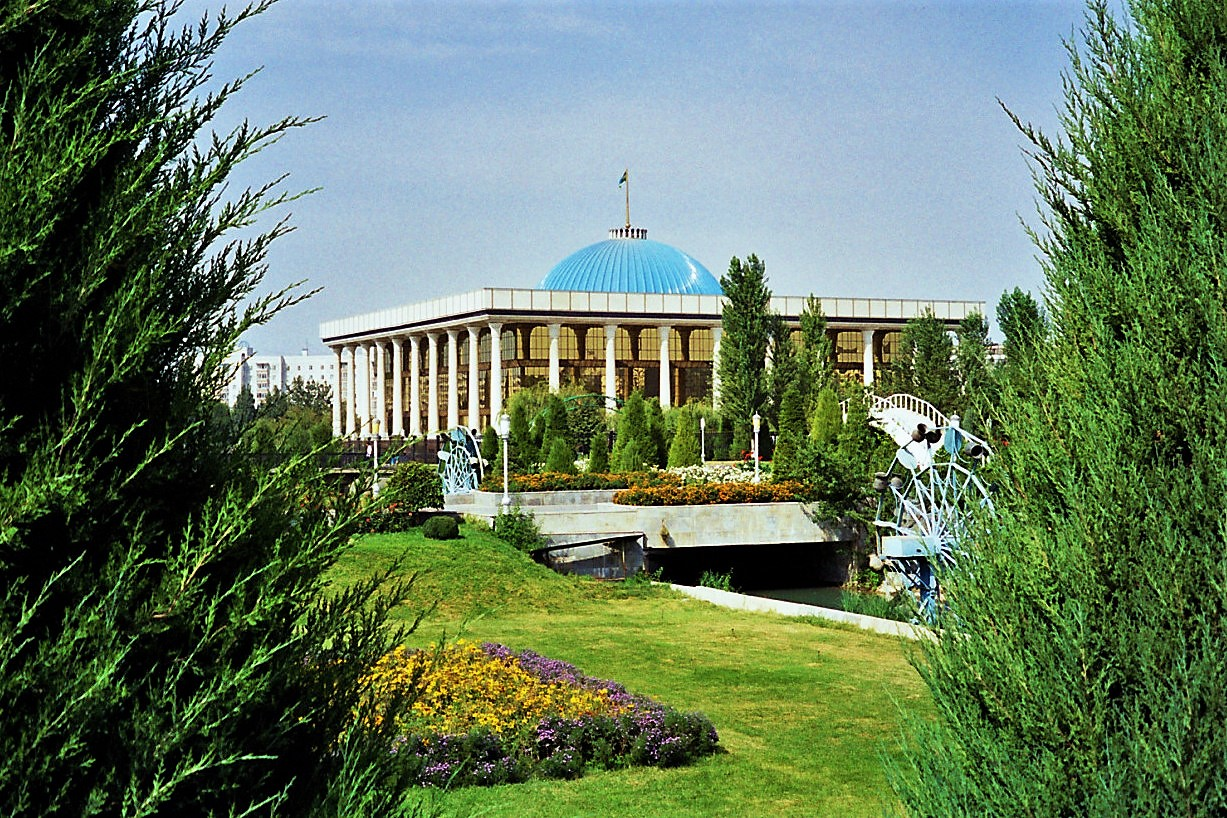
ウズベキスタンの国民議会

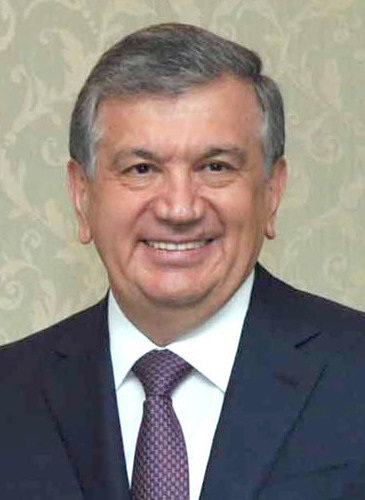
第二代ウズベキスタン大統領のシャフカト・ミルジヨエフ

国家元首である大統領は、ウズベク・ソビエト社会主義共和国大統領であったイスラム・カリモフが独立以来2016年に死去するまでその職にあった。首相と副首相は大統領が任命する。大統領官邸はオクサロイ宮殿（白い館）。
議会はアリー・マジュリス (Oliy Majlis) と呼ばれ、一院制で任期5年、250議席。アリー・マジュリスの初の選挙は1994年の第16回最高会議にて承認された決議のもとで開催された。同年、最高会議はアリー・マジュリスとその名称を変更した。ウズベキスタンはこれまで3回の大統領選挙を行なっているものの、2016年に死去するまでは全てイスラム・カリモフが選出されてきた。
議会は定員150名の下院（日本の衆議院に相当）と定員100名の上院（日本の参議院に相当）に分かれており、それぞれ任期は5年である。第3回の選挙は2009年12月27日に、第2回選挙は2004年12月から2005年にかけて行われたアリー・マジュリスは2004年まで1院制であったが、2002年の国民投票の結果、次期選挙から二院制に移行することとなった。議会に参加する議員数は1994年は69名であったが、2004～05年に120名へと増加、現在は下院の議員数は150名にまで増加している。
現在、旧ウズベキスタン共産党から改組されたウズベキスタン人民民主党を中心とする諸政党がイスラム・カリモフ前大統領の支持勢力として議会を支配してきた。カリモフ前大統領はウズベキスタンの独立後、自己献身・国民民主党に所属していたが、2007年にウズベキスタン自由民主党に党籍を移した。いずれの政党も、カリモフ政権を支えてきた政党である。
行政府は絶大な権力を握っており、立法府は法案成立の際に多少影響力を持つにすぎない。2002年1月に行われた国民投票の結果、大統領の任期は5年から7年に延ばされた。
国民投票の結果を受けて法案が成立し、イスラム・カリモフの任期は2007年12月まで任期が延長された。ほとんどの国際監視員は選挙の過程と結果に関して正当なものであると認めていない。2002年の国民投票には下院 (Oliy Majlis) と上院 (Senate) の2院制への移行計画に関する投票が含まれていた。下院の議員は「専業」の国会議員である。新たな2院制への移行に関する国民投票は12月26日に開催された。
欧州安全保障協力機構（OSCE）は制限された監視行動の中で、ウズベキスタン国内の選挙はOSCEやその他の民主主義選挙に関する国際基準を全く満たしていないという評価を下している。複数の政治政党が政府の承認を経て設立されたものとなっている。同様に、ラジオ・テレビ・新聞など様々なメディアが設立されているものの、これらのメディアは依然として政府のコントロール下にある、もしくはめったに政治的な話題を扱わないメディアとなっている。独立した政治政党の設立や党員募集、党大会や記者会見の開催は禁止されていないものの、登録手続きには制限が課されているため登録を拒否されている。
2016年にカリモフが死去した後も、その後継のシャフカト・ミルジヨエフ大統領がカリモフの支持基盤と手法を受け継いでいるが、日本を含む一部の国々からの観光目的での入国のビザを免除したり、関係の悪かった隣国タジキスタンとの関係改善を図るなど改革も見られる。

## 国際関係・外交

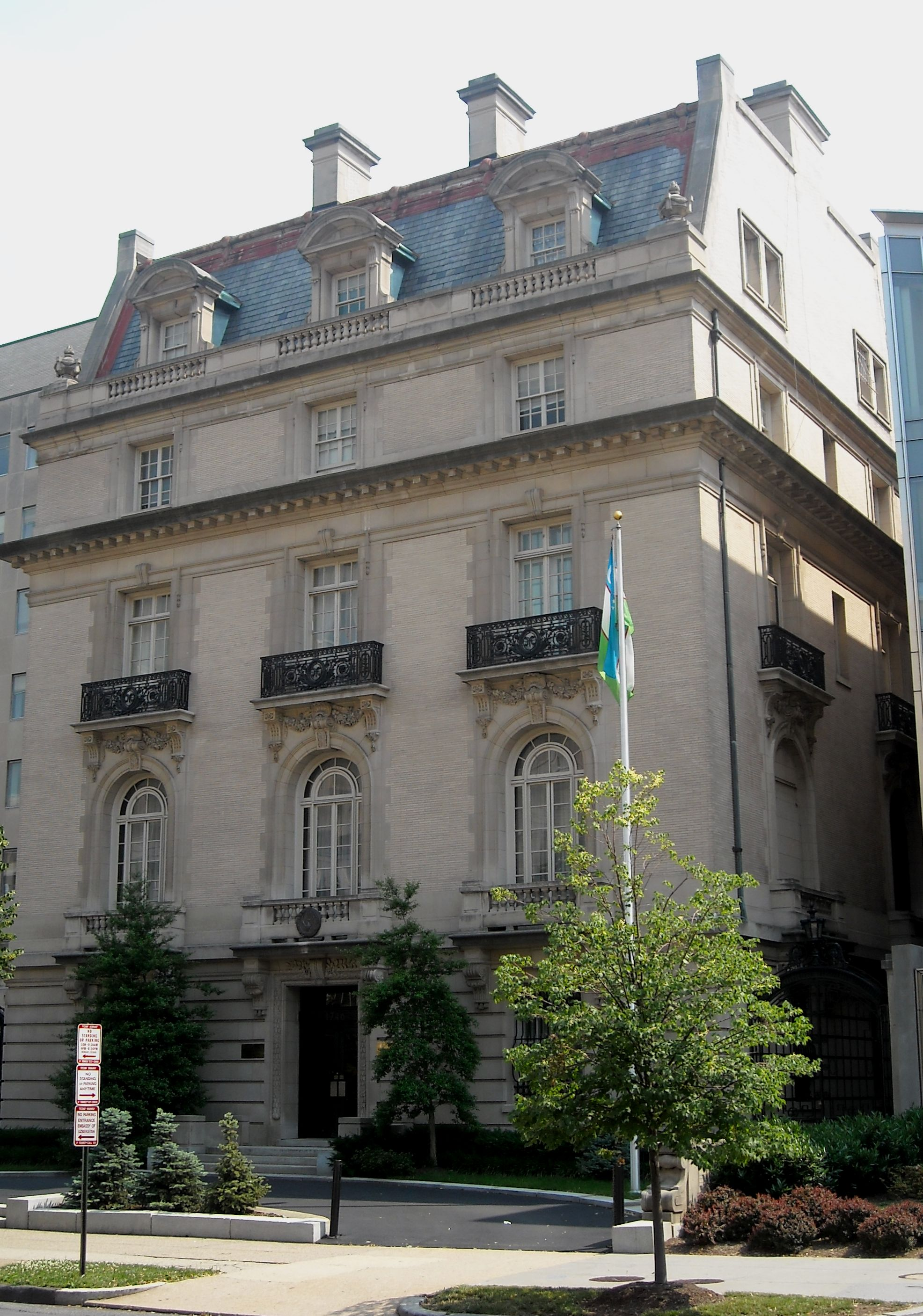
ワシントンD.C.にある在アメリカ合衆国ウズベキスタン大使館

全方位的外交を展開し、ロシアなど旧ソ連諸国が参加するCIS諸国、中華人民共和国などアジア諸国、欧米などとも友好関係を持っている。
日本との間も官民両面で友好関係を保っており、両国に大使館を持っている。ただし、第二次世界大戦後、ソ連対日参戦に伴うシベリア抑留を受けた日本人捕虜が移送され、強制労働を受けた歴史がある。収容された各ラーゲリ（所在地）は第26収容地区（アンディジャン）、第288収容地区（ベカバード）、第360収容地区（ボスタンディグスキー）、第36収容地区（コーカンド）、第372収容地区（アングレン）、第386収容地区（タシケント）。首都タシュケントでは、中央アジア最大のバレエ・オペラ劇場たるナヴォイ劇場の工事などに従事したという過去もある。なお、この劇場は1966年のタシュケント地震の際にも全くの無傷という見事な仕事ぶりであった。
ウズベキスタンは1991年12月にCISに参加した。しかし、1999年にCIS集団安全保障体制から脱退した。これ以降、ウズベキスタンは自国の安定に影響を及ぼすタジキスタンとアフガニスタン両国の紛争の解決の手助けをするためタジキスタンのCIS平和維持軍や国連により組織された平和維持軍に参加している。
かつてはアメリカ合衆国とウズベキスタンの関係は良好であった。2004年にはアメリカ合衆国はウズベキスタンに軍事費の約4分の1に当たる5億USドルを援助、ウズベキスタン政府はアメリカ合衆国軍によるアフガニスタンへの空軍軍事作戦に際しカルシ・ハナバード空軍基地の使用を許可していた。ウズベキスタンはアメリカ合衆国の掲げる世界規模の対テロ戦争の積極的な支持者であり、アフガニスタンとイラクの両地域において支援作戦を展開していた。
ウズベキスタンとアメリカ合衆国両国の関係はジョージアやウクライナで2000年代半ばに起きた「色の革命」（後にキルギスへも影響が拡大した）の後、悪化が進んだ。アメリカ合衆国がアンディジャンの流血事件に対して独立した国際調査団参加に名乗りを上げると、両国の関係は極めて悪化、大統領のイスラム・カリモフは外交路線を転換し、人権侵害への非難を支持しなかったロシアや中国に接近する姿勢を見せるようになった。
2005年7月後半、ウズベキスタン政府はアメリカ合衆国にアフガニスタン国境に近いカルシ・ハナバード空軍基地から180日以内に撤退するよう通告した。カリモフは9.11後の短期間、アメリカ合衆国に空軍基地使用を申し出ていた。ウズベキスタン人の中には、アンディジャン事件に対する抗議による、アンディジャン地区におけるアメリカ合衆国やイギリスの影響力増加への懸念が撤退命令につながったと考える者もいる。これもまたウズベキスタンと西洋諸国が対立した理由の一つに挙げられている。
ウズベキスタン南端のテルメズは、アムダリヤ川に架けられた「友好の橋」でアフガニスタンと結ばれている。ウズベキスタンはかつてイスラム過激派を支援しているとしてアフガニスタンのタリバーンと対立してきたが、ミルズィヤエフ政権は現実主義路線から対話へ転じ、2021年のタリバーンによる政権奪取後も貿易や電力供給など関係を維持している。
ウズベキスタンは1992年3月2日より国際連合に加盟しているほか、欧州・大西洋パートナーシップ理事会（EAPC）、平和のためのパートナーシップ（PfP）、欧州安全保障協力機構（OSCE）のメンバーでもある。また、イスラム協力機構（OIC）や経済協力機構（ECO、中央アジアの5カ国とアゼルバイジャン、トルコ、イラン、アフガニスタン、パキスタンで構成）にも所属している。1999年、ウズベキスタンはGUAM (ジョージア、ウクライナ、アゼルバイジャン、モルドバ）のオブザーバーとなり、1997年に加盟してGUUAMとなったが、2005年に脱退している。
ウズベキスタンは中露の主導する上海協力機構（SCO）のメンバーでもあり、タシュケントでSCO地方反テロ構造（RATS）を開催している。ウズベキスタンは2002年に設立されたユーラシア経済共同体（EAEC）に加盟している。EAECはウズベキスタン、タジキスタン、カザフスタン、キルギス、ロシア、ベラルーシから構成されている。CACOはキルギスとカザフスタンにより設立された中央アジア連合が発展改称する形で設立された組織であり、ウズベキスタンはEAECの創立メンバーとして加盟している。
2006年9月、UNESCOはイスラム・カリモフをウズベキスタンの豊かな文化や伝統を保存した功績により表彰した。批判はあるが、ウズベキスタンと西洋諸国の間の関係を発展させた一つの証として捉えられている。
2006年10月にはもう一つウズベキスタンが西洋諸国からの孤立から脱する出来事があった。欧州連合（EU）は人権や自由に関して対話を行うため、長きに渡り対立していたウズベキスタンに対して使節団を送る計画があると発表した。アンディジャン事件に関する政府の公式発表と非公式の数字どちらが正しいのかという点に関しては曖昧であったものの、EUは明らかにウズベキスタンに対する経済制裁を弱める意志を見せた。しかし、ウズベキスタンの人々の間では、ウズベキスタン政府はロシア連邦と密接な関係を維持しようとしており、2004年から2005年にかけてのウズベキスタンでの抗議はアメリカ合衆国やイギリスにより引き起こされたものであると一般的に考えられている。

## 軍事

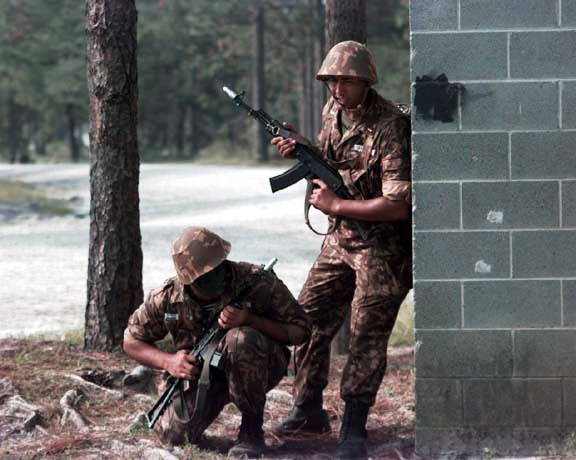
共同作業訓練を行うウズベキスタン軍兵士

ウズベキスタン軍は約65,000人の兵士を擁し、中央アジア最大規模の軍隊を持つ。軍事機構はその大部分をソビエト連邦軍トルキスタン軍管区部隊から受け継いでいるが、主に軽歩兵部隊や特殊部隊において改革を実行中である。ウズベキスタン軍の装備は現代的なものであるとはいえず、訓練の練度が統一されているとはいえず、領土の保全ミッションなどの作業に適しているとはいえない。
政府は旧ソ連の軍備管理義務を継承し、非核保有国として核拡散防止条約に加盟、ウズベキスタン西部のヌクスとヴォズロジデニヤ島において、アメリカ国防脅威削減局（DTRA）による行動プログラムをサポートしている。ウズベキスタン政府はGDPの約3.7％を軍事費に当てているが、1998年以降はアメリカ合衆国の対外軍事融資（FMF）その他の安全保障支援基金から融資を受けている。
2001年9月11日にニューヨークで起きたアメリカ同時多発テロ事件に続いて、ウズベキスタンはアメリカ中央軍がウズベキスタン南部にあるカルシ・ハナバード空軍基地への駐留を承認した。しかし、2005年のアンディジャン事件後、アメリカ合衆国が事件に対するウズベキスタン政府の対応を非難すると政府は態度を硬化させ、アメリカ合衆国軍にカルシ・ハナバード空軍基地から撤退するよう要求、2005年11月にアメリカ合衆国軍はウズベキスタン国内から撤退した。
2006年6月23日、ウズベキスタンは集団安全保障条約（CSTO）の正式なメンバーとなったが、 2012年6月にはCSTOから脱退している。

## 地理

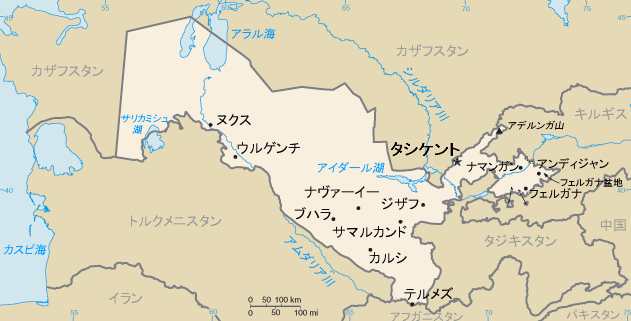
ウズベキスタンの地図

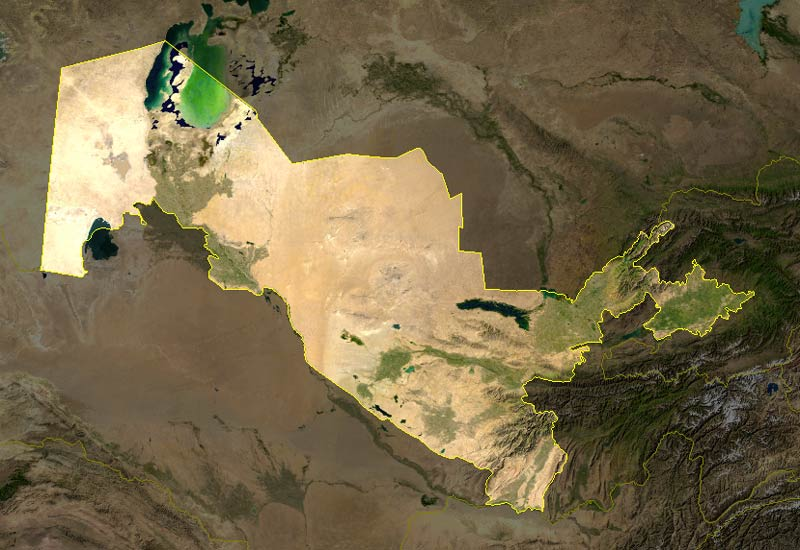
ウズベキスタンの衛星写真

ウズベキスタンは中央アジアに位置しており、全国土面積は447,400km2である。この国土面積は世界55位であり、人口は世界第40位である。CIS諸国中では総面積は第5位、人口は第3位となっている。主要都市としては、首都のタシュケントのほか、アンディジャン、ブハラ、サマルカンド、ナマンガン、ヒヴァなどがある。
同国は北緯37度から46度、東経56度から74度の地域に存在しており、国境の全長が6,221kmとなっている。東西の距離は1,425 km、南北の距離は930kmである。北および北西地域はカザフスタンとの国境とアラル海に、南西部分はトルクメニスタンとの国境に、南東部分はタジキスタンとの国境に、北東部分はキルギスとの国境に接している。ウズベキスタンは旧ソ連領中央アジア5カ国で有数の面積を持つ国家であり、他の4国全てと国境を接する唯一の国家でもある。このほか、ウズベキスタンは南部150kmにわたりアフガニスタンと国境を接している。
ウズベキスタンは乾燥した内陸国である。同国は世界に2つしか無い二重内陸国（もう一つはリヒテンシュタイン）であり、海へと出るためには国を2つ越える必要がある。加えて、海と繋がる河川がない「内陸流域」という特殊な環境にある。このため国土の10％にも満たない灌漑農業用地や河川流域のオアシスに似た土地で集中的に農業が行われている。残りの国土は広大な砂漠（キジルクム砂漠）と険しい山々で占められる。
ウズベキスタンの最高点はスルハンダリヤ州とタジキスタンとの境界付近、ギッサール山脈にあるハズレット・スルタン山であり、標高は4643mである。タジキスタンの首都ドゥシャンベの北西部に存在するこの山はかつては第22回共産党大会峰と呼ばれていた。

### 気候
ウズベキスタン共和国内の気候はその大部分が大陸性気候であり、平均降水量は年間100～200mmと非常に少ない。特に西部は雨が少なく、砂漠が広がっている。
このため人口密度は山岳地帯の東部の方が高く、土地の平坦な西部は低い。
夏はかなり暑く、気温はしばしば40度（104°F）を超える。冬の平均気温は約-2度（28 °F）だが、-40度（-40 °F）まで下がる場合がある。
タシュケントの７月の平均最高気温は35.7度、1月の平均最低気温は－1.5度である。

### 環境

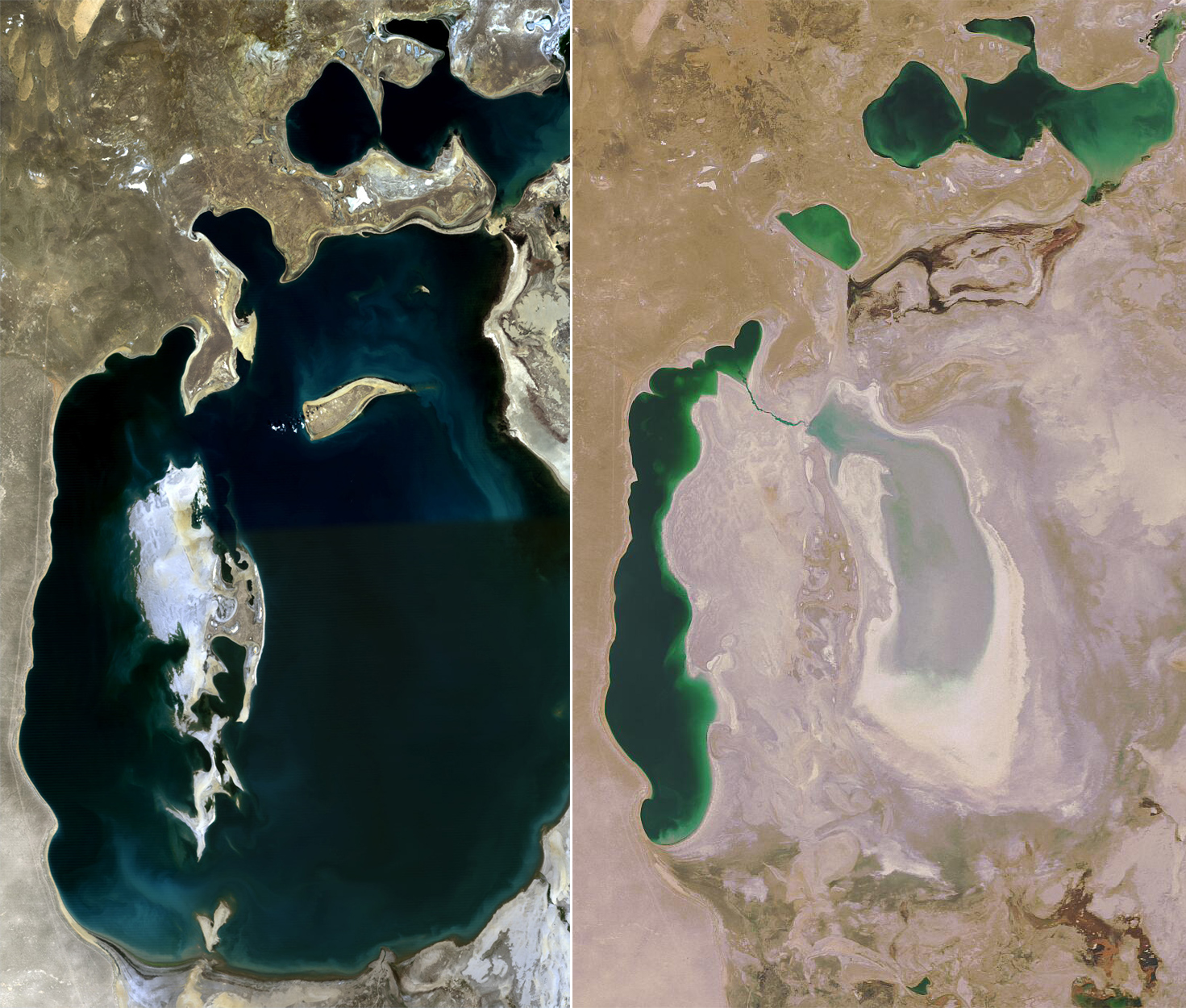
1989年と2008年におけるアラル海の大きさの比較

かつてアラル海は世界で4番目に大きい湖で、周辺地域の湿度を保ち乾燥した土地で農業が行える大きな要素となっていた。1960年代以降の10年間でアラル海の水の過剰利用が行われ、アラル海は元の50％にまで面積が縮小、水量も3分の1にまで低下した。信頼出来る調査結果もしくは概算データは各国公的機関や組織においてまだ十分に発表されておらず、情報の収集も進んでいない。現在も水の大部分は綿花や栽培に大量の水分が必要とされる作物栽培の灌漑用水として使用され続けている。
アラル海の縮小は、ソ連時代の農業政策により、綿花の過剰な生産が行われたことが原因の一つとして挙げられている。農業分野は国内で深刻化している水質汚濁や土壌汚染の加害者であり被害者でもある。
この環境破壊の危機の責任の所在は明らかであり、1960年代に自然改造計画によって国内の河川に大量にダムを建設し、アラル海へ流入する水量の減少と河川の水の濫用を推し進めた旧ソ連の科学者や政治家、そしてソビエト連邦崩壊後、ダムや灌漑システムの維持に十分な対策をせず、環境問題対策に十分な費用をかけてこなかったウズベキスタンの政治家にある。
アラル海の問題のため、特にアラル海に近いウズベキスタン西部にあるカラカルパクスタン地域では土壌に高い塩分濃度が検出されている上、重金属による土壌汚染が広がっている。また、国内の他の地域においても水資源のほとんどは農業に使用されており、その割合は約84％にのぼる。これは土壌の塩分濃度上昇に拍車をかけている。また、収穫量増加のため綿花農場で防虫剤や化学肥料を濫用したため、深刻な土壌汚染が発生している。

## 地方行政区分

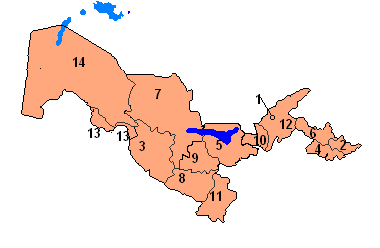
ウズベキスタンの行政区画

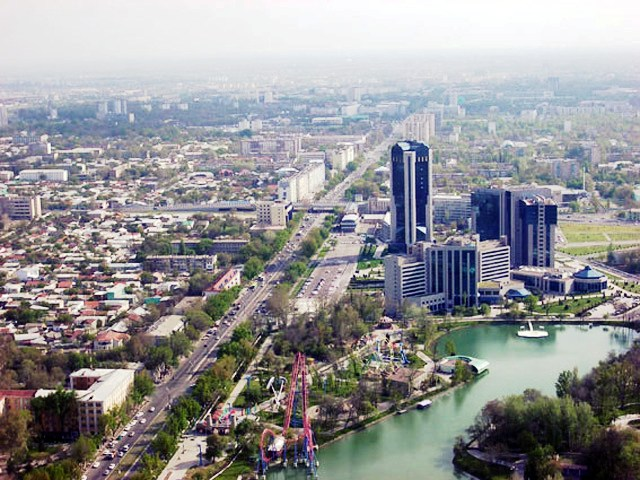
タシュケント

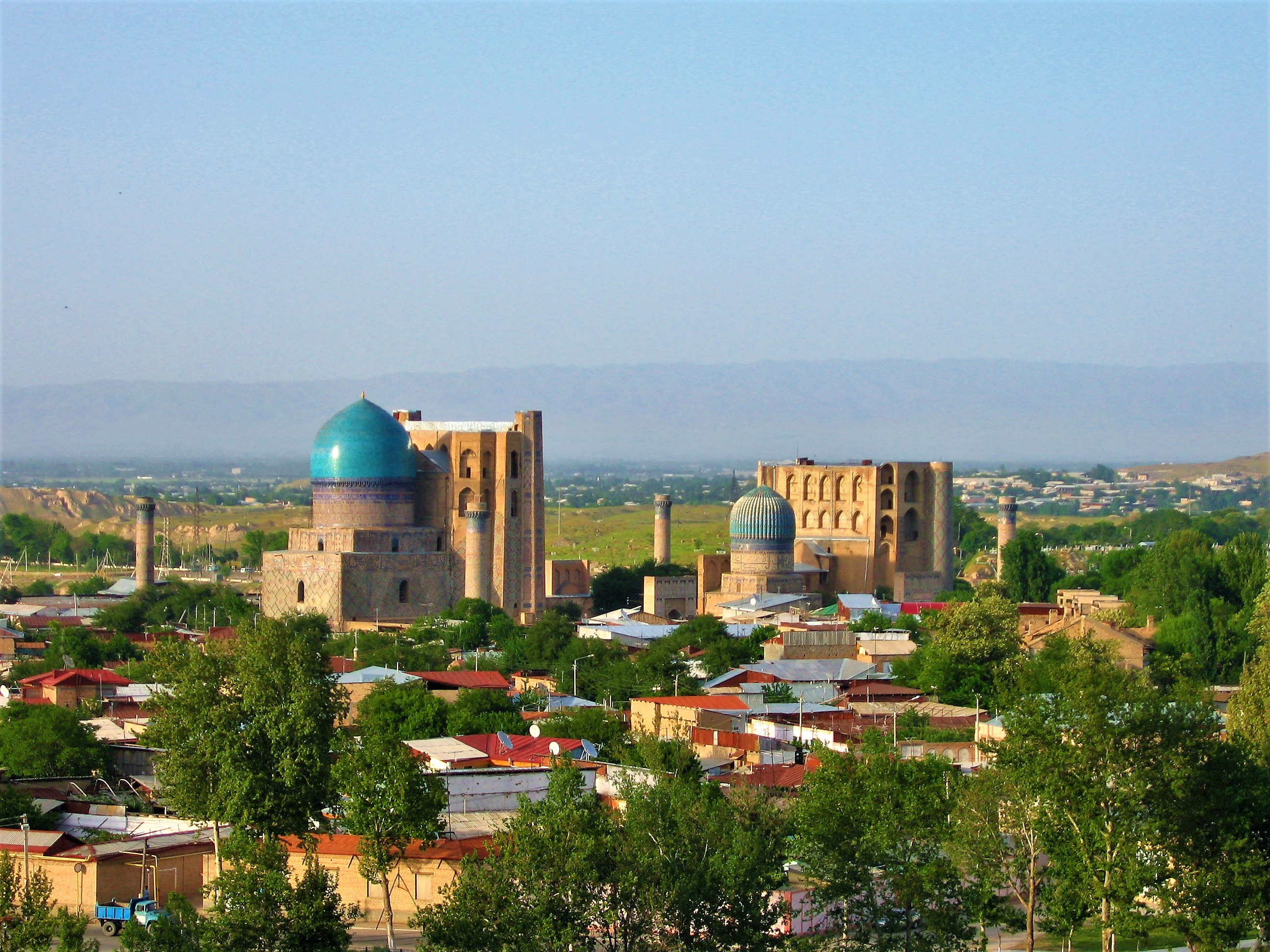
サマルカンド

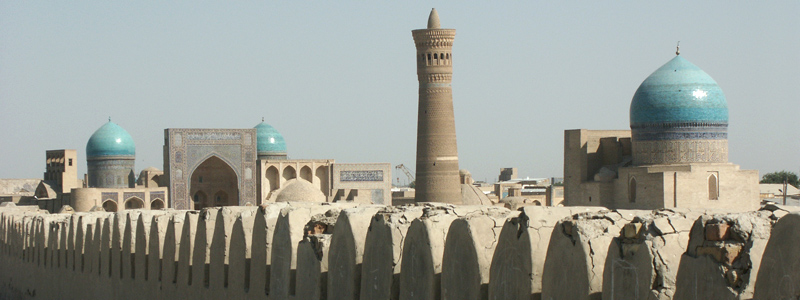
ブハラ

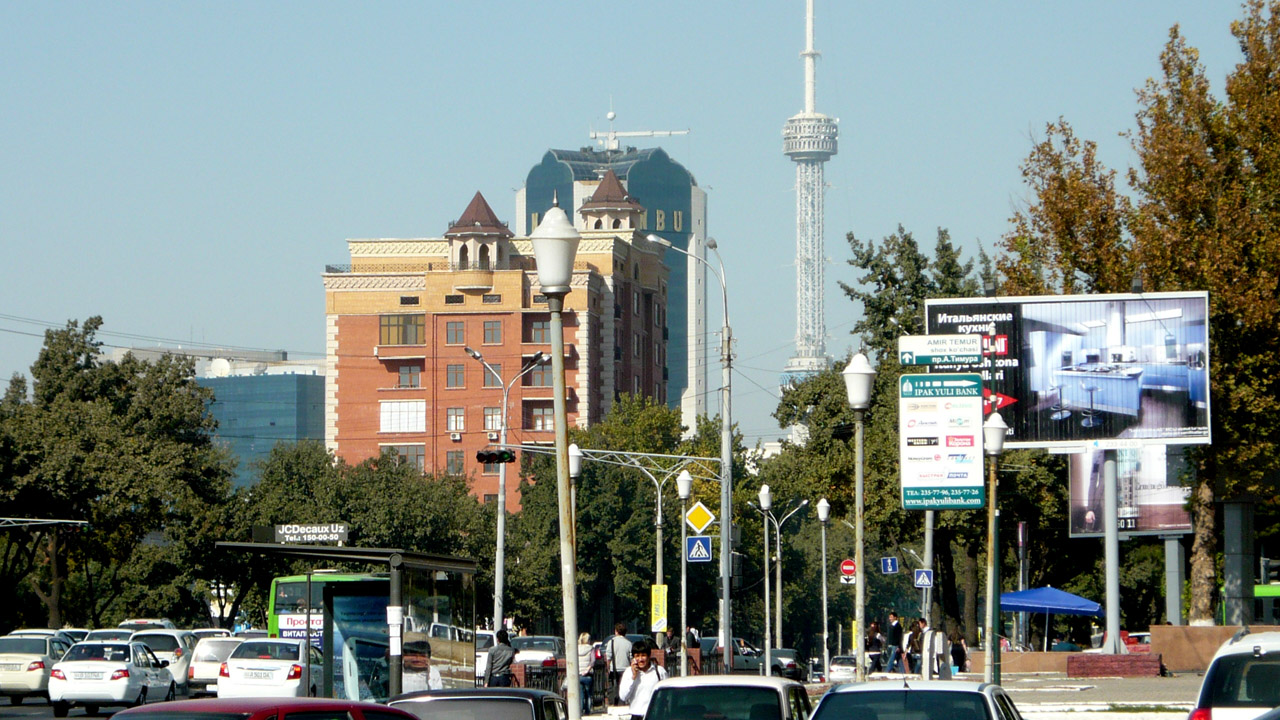
タシュケントの中心街

ウズベキスタンは12の州（viloyat、ヴィラヤト）、1つの（自治）共和国（respublika、レスプブリカ）、1つの特別市（shahar、シャハル）に分かれる。

### 主要都市
- タシュケント：首都
- ナマンガン
- アンディジャン
- サマルカンド
- ヌクス

## 経済

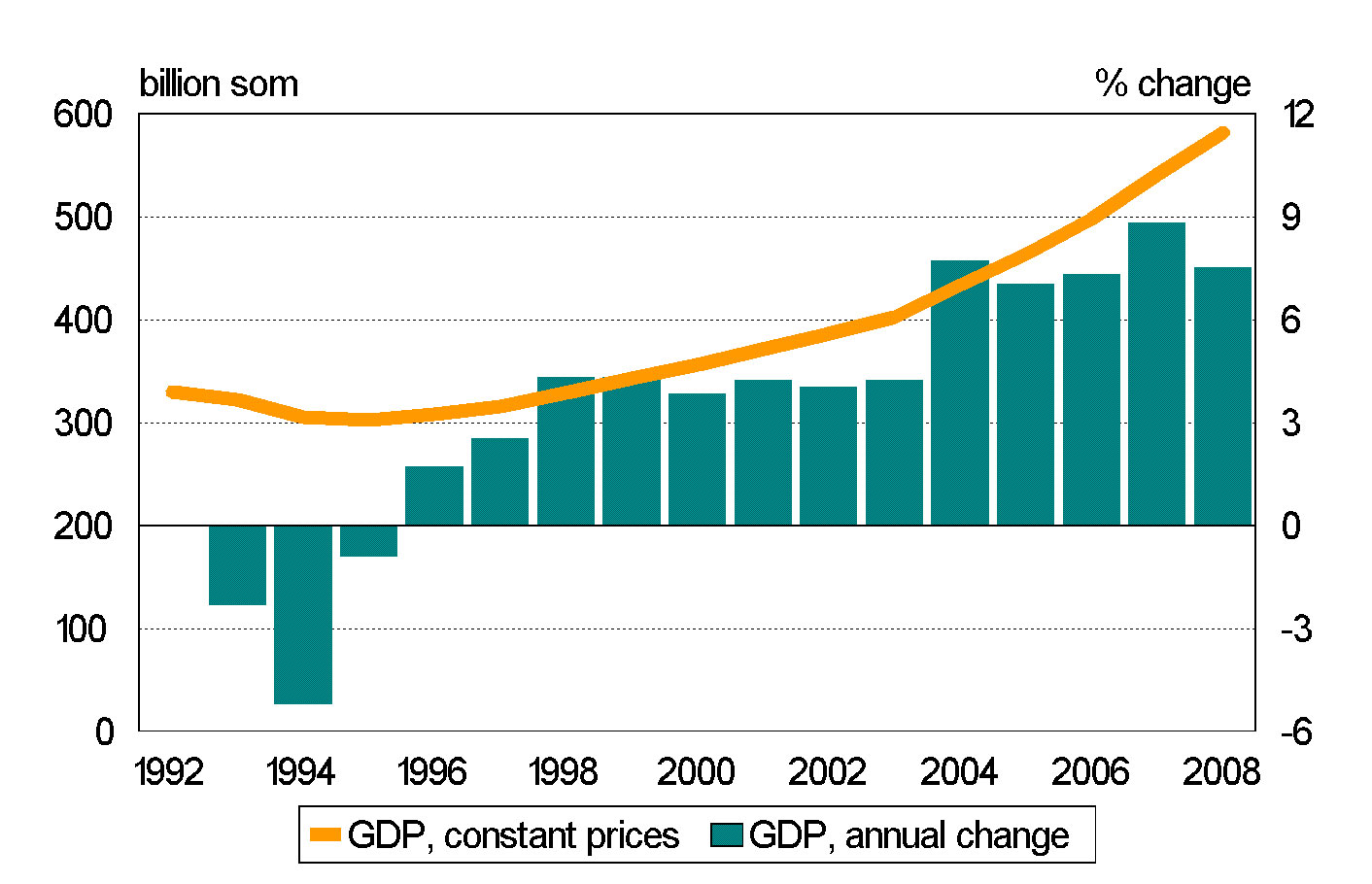
ウズベキスタンのGDP成長率（1992-2008年）

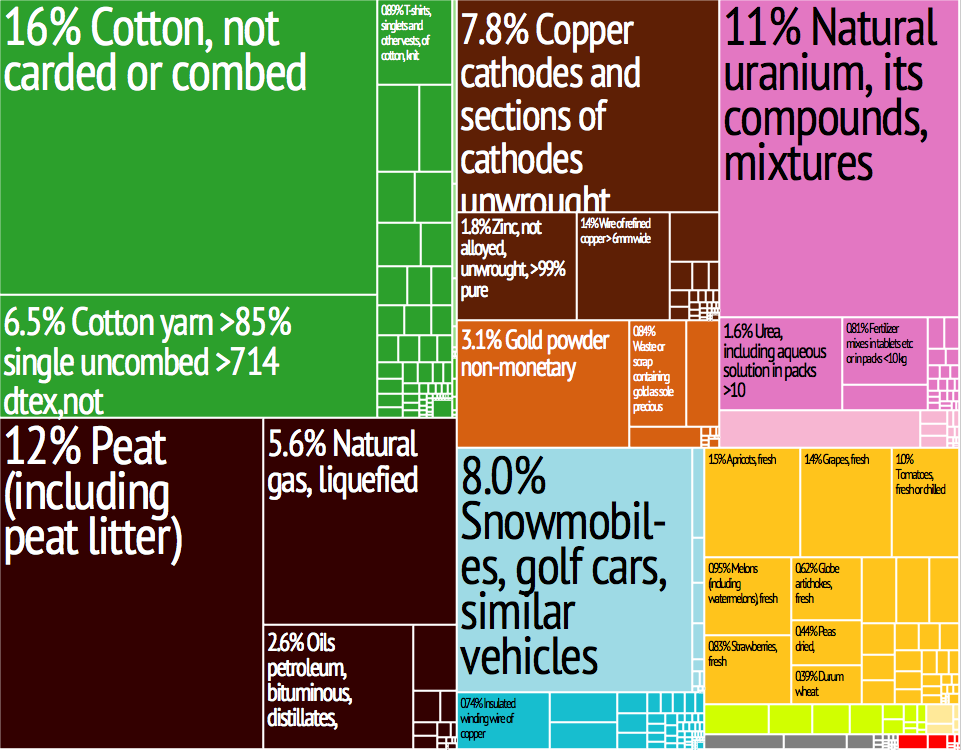
色と面積で示したウズベキスタンの輸出品目

国際通貨基金（IMF）の統計によると、2017年の国内総生産（GDP）は665億ドル、一人当たりのGDPでは1,520ドルであり世界平均の20%に満たない水準である。2011年8月にアジア開発銀行が公表した資料によると、1日2.0ドル未満で暮らす貧困層は2010年で1,248万人と推定されており、国民の44.42%を占めている。近年は豊富な天然ガス関連の投資を多く受け入れており、比較的好調な経済成長を遂げている。通貨はスム。
多くのCIS諸国の同じく、ウズベキスタンの経済はソビエト連邦時代の社会主義経済から資本主義経済への移行期であった初期に一旦減少し、政策の影響が出始めた1995年より徐々に回復している。ウズベキスタンの経済は力強い成長を示しており、1998年から2003年までの間は平均4％の経済成長率を記録、以降は毎年7～8%の経済成長率を記録している。ただし2017年は、通貨スムの複数為替レートの一本化などのミルジヨエフ大統領の改革の影響により5.3％である。IMFの概算によると、2018年のウズベキスタンのGDPは1995年時点の約4.8倍であり、購買力平価（PPP）換算で約5.9倍である。
ウズベキスタンにおいて、一人あたりの国民総所得（GNI）は低く、2017年時点で2,000USドル、PPPは7,130USドルとなっている。PPPと比較した一人あたりのGNIの数字は世界187カ国中123位と低く、12のCIS諸国の中でウズベキスタンより下の値であるのはキルギスとタジキスタンだけである。経済的な生産は加工品ではなく生産品に集中している。
ウズベキスタンは独立後の1992年から1994年にかけて、年間1000％もの急激なインフレを体験している。IMFの助けを借りた経済安定化の努力が行われ、インフレ率は1997年に50％に減少、さらに2002年には22％にまで減少した。2003年以降、年間インフレ率は平均15％未満となっている。2004年の緊縮財政政策は結果としてインフレ率の大幅な減少につながり、インフレ率は3.8%に減少した（しかし、代わりにマーケットバスケット方式による価格の上昇は約15％と概算されている。）2017年は、同年11月のガソリン価格、同年12月の法定月額最低賃金の引き上げを受け、約18.9％のインフレ率となっている
ウズベキスタンの主要金属資源は、金、ウラン、モリブデン、タングステン、銅、鉛、亜鉛、銀、セレンである。金埋蔵量1,700tで世界第12位、年間生産量102tで第10位、ウランの埋蔵量では世界トップ10に入り生産量2,400トンであり、世界第7位である。更に、ウズベキスタンの国営ガス会社ウズベクネフテガスは世界第15位の天然ガス生産量を誇り、年間450億m3を産出している。
ウズベキスタン国内においてエネルギー関連事業に大きな投資をしている企業としては中国石油天然気集団 (CNPC)、ペトロナス、韓国石油公社 (KNOC)、ガスプロム、ルクオイル、ウズベクネフテガスがある。
2018年時点において、ウズベキスタンは世界で第7位の綿花生産国であり、世界第9位の綿花輸出国であり、同時に世界第11位の金採掘国でもある。他に生産量の多い製品としては、天然ガス、石炭、銅、銀、タングステン、石油、ウランなどがある。
農業労働者はでウズベキスタン総労働人口の19.25%（2014年時点）にあたり、農業はGDP全体の約19.8％（2012年時点）を占め、そのなかでも綿花の輸出が産業の中心のひとつとなっている。。ウズベキスタンでは旧ソ連時代は60%の国民が農村部に居住していた。ソ連崩壊直後は農業従事者の割合は、全労働者数の30%前後で維持されていたが、人口増に対して農業従事者数は減少傾向にあり、2013年以降は20%を割っている。これはロシアやカザフスタンなどへの移民として農村の労働人口が流出していることが大きな要因として考えられる。また、公式発表によると就業率は高いとされているものの、特に地方で就業率は低く、少なくとも20％以上が失職中であると推定されている。綿花収穫期には、政府による綿花収穫の強制労働が依然として存在している。18歳未満の強制労働を禁止する法令があるにもかかわらず、一部地域では地方の役人によって子供たちが綿を収穫するために動員された。更には、綿花作業だけでなく建設、農業、及び公園清掃の強制労働を教師、学生、民間企業の従業員などに行わせた。ウズベキスタンの児童労働の使用はテスコ やC&A、マークス&スペンサー、Gap、H&Mなどにより報告されており、これらの企業は綿花の収穫作業をボイコットしている。
独立達成後に多くの経済問題に直面したことで、政府は国による管理、輸入量の減少、エネルギー自給率の増加を軸とした進化のための改革戦略を採択した。1994年以降、国のコントロールを受けたメディアはこの「ウズベキスタン経済モデル」の成功を繰り返し喧伝しており、経済ショックや貧困、停滞を避けて市場経済へとスムーズに移行するための唯一の方法であると提案していた。
漸進的な改革戦略は重要なマクロ経済や構造改革を一旦中止していることからも読み取れる。官僚の手の中にある状態は依然として官僚の経済に対する影響が大きいことを示している。汚職が社会に浸透しているだけでなく、さらに多くの汚職が行われるようになっている。2018年度におけるウズベキスタンの腐敗認識指数は180カ国中158位であった。2006年2月における国際危機グループによる報告によると、核となる輸出品、特に綿花、金、トウモロコシ、天然ガスから得られた収入はエリート支配層の少数の間にのみ還元され、人口の大多数には少量もしくは全く還元されない状況にあるとされている。
エコノミスト・インテリジェンス・ユニットによると、「政府は国の手でコントロールできないような独立した民間企業の発展を敵視している」。従って、中産階級は経済的、そして結果的には政治的に低い地位にある。
経済政策は外国企業による投資に反発する姿勢を見せており、CIS諸国において最も国民一人あたりの外国企業による投資額が低い。長年に渡り、ウズベキスタン市場に投資を行う外国企業に対する最大の障壁は通貨交換の困難さであった。2003年、政府は完全に通貨兌換性を保証するという国際通貨基金（IMF）の第8条の義務を承認した。しかし、国内で使用する通貨に対する厳しい制限や通貨交換の量に制限がかけられていることから、外国企業による投資の効果は減少していると考えられている。
ウズベキスタン政府は高い関税を含む様々な方法で外国製品の輸入を制限している。地方の生産品を保護するため、非常に高い税金が課せられている。公式、非公式の関税が相まって、商品の実際の値段の1～1.5倍に相当する税金がかかることで、輸入品は事実上に値段に見合わない高い商品となっている。輸入代替は公式に宣言されている政策であり、ウズベキスタン政府は輸入品目におけるこのファクターが減少していることに誇りを持って経済報告を行なっている。CIS諸国はウズベキスタンの関税を公式に免除されている。
タシュケント証券取引所（共和国証券取引所、RSE）は1994年に取引を開始した。約1250のウズベキスタンのジョイント・ストック・カンパニーの株式や債券がRSEで取引されている。2013年1月時点において上場している企業の数は110に増加した。証券市場の発行済株式総数は2012年に2兆に達しており、証券取引所を通した取引に興味を持つ企業が増えていることからこの数字は急速に増大している。2013年1月時点における発行済株式総数は9兆を突破した。
ウズベキスタンの対外的地位は2003年以降次第に強くなっている。金や綿花（ウズベキスタンの主要輸出製品である）の世界市場価格の回復、天然ガスやその他生産品の輸出量の増加、労働力移入人数の増加という様々な要因により、現在の収支は大幅な黒字に転じ（2003年～2005年の間ではGDPの9～11％）、金を含む外貨準備高は約30億USドルと2倍以上にまで増加している。
2018年時点の外貨準備高は推計約289億USドルである。
世界規模の銀行HSBCの調査によると、ウズベキスタンは次の10年間で世界でも有数の成長速度の速い国家（トップ26）になると予測されている。

### 農業

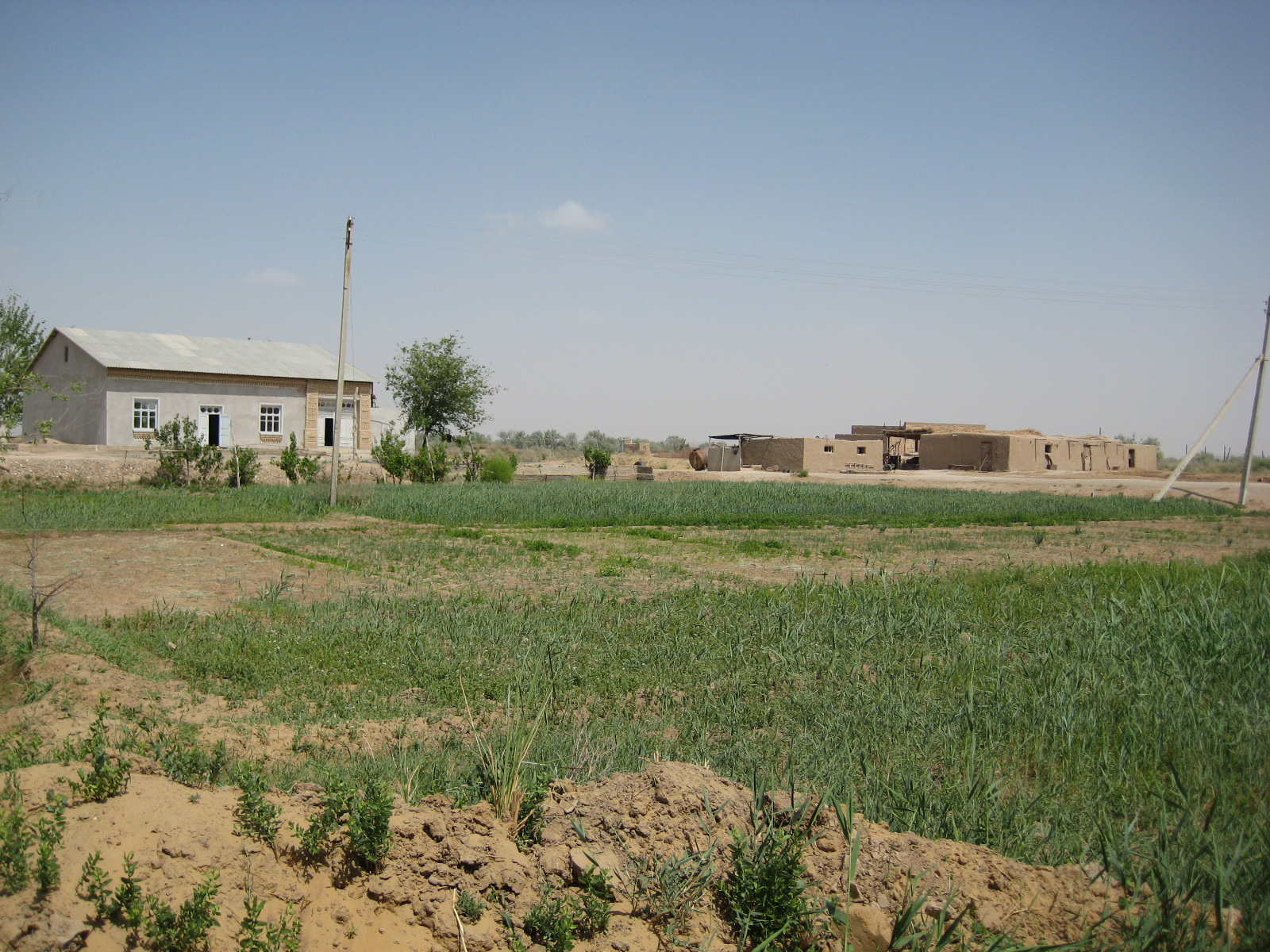
ホラズム州の農場（デフカン）

ウズベキスタンは、ソ連時代の計画経済によって綿花栽培の役割を割り当てられた過去があり、そのため近年になって鉱産資源の開発が進むまでは綿花のモノカルチャー経済に近い状態だった。その生産量は最高500万トンに達し、2004年度においても353万トンを誇る。しかしウズベキスタンは元来降水量が少なく綿花の栽培には向いていない土地であったため、近年においては灌漑元であるアラル海およびその流入河川の水量減少や塩害などに悩まされている。
また、綿花栽培に農地の大半を割いているため、各種穀物、果実、野菜類を産する土地を有しながら、その食料自給率は半分以下である。

### 鉱業
ウズベキスタンはエネルギー資源として有用な鉱物に恵まれている。ウズベキスタンの主要金属資源は、金、ウラン、モリブテン、タングステン、銅、鉛、亜鉛、銀、セレンであり、金埋蔵量1,700tで世界第12位、年間生産量102tで第10位、ウランの埋蔵量では世界トップ10に入り生産量2,400トンであり、世界第7位である。
ウズベキスタン鉱物埋蔵量国家バランスによると、同国では、97の貴金属鉱床、38の放射性鉱物鉱床、12の非鉄金属鉱床、235の炭化水素鉱床（ガス及び石油鉱床を含む）、814の各種建材鉱床など、1,931の鉱床が発見されている（2017年1月1日時点）。現在、探査は10鉱種以上に関して行われており、数鉱種だった20年前に比べ探査範囲は拡大傾向にある。近年、探査が開始されたものや強化されているものは、鉄、マンガン、石炭、オイルシェール、一部のレアメタル、レアアース、非在来型の金・ウラン鉱床である。
近年の鉱山開発は、国営企業であるNGMK (Navoi Mining and Metallurgical Combinat) (ウラン、金) 及びAGMK(Almalyk Mining and Metallurgical Complex) (銅、亜鉛、鉛、金)による生産設備の近代化や、アジア諸国（日中韓）との経済協力によって推進される傾向にある。また、韓国、中国、ロシアなどから調査･採掘分野への投資の動きが活発化しており、ウランやレアメタルを中心に協力拡大の可能性が注目されている。ウズベキスタンは世界第4位の金埋蔵量を誇る。407万トンの亜炭、250万トンの原油 も採掘されている。鉱業セクターは輸出にも貢献しており、特産物の絹織物につぎ、エネルギー輸出が全輸出額の9.0%を占める>。その他の金属鉱物資源では、銀（生産量：約60.0千トン）のほか、小規模な銅採掘（生産量：80.4トン）が続いている。リン鉱石も産出する。

### 観光都市
シルクロードの中心地や、ユネスコの世界遺産の宝庫として、青の街サマルカンドや茶色の町ブハラ、ヒヴァ、シャフリサブス、仏教文化のテルメズなどが世界的に有名。ソ連からの独立後には歴史的遺構への訪問を目的とする各国からの観光客が急増し、それに伴い観光が外貨獲得源の1つとなった。これを受けて政府による観光客誘致が盛んに行われていることから、タシケントは海外のホテルチェーンの大規模ホテルが多く運営されている。
ナヴォイ劇場は、1947年11月にアリシェル・ナヴォイ（ナヴォイー）生誕500周年を記念して初公開されている。日本人のシベリア抑留者の強制労働により建設されたことで知られている。

## 交通

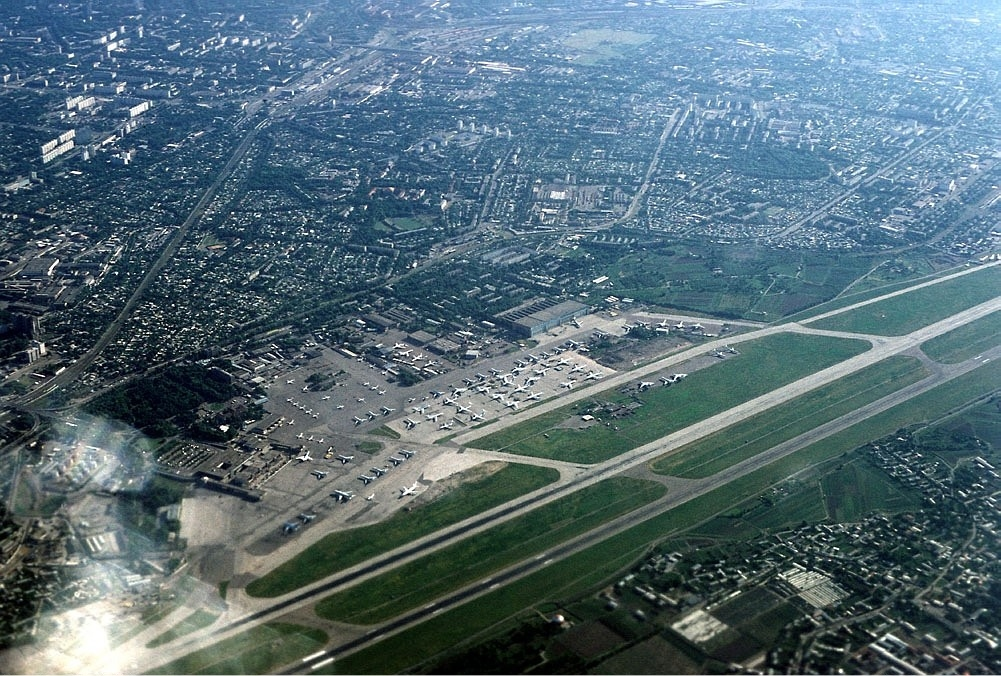
タシュケント国際空港

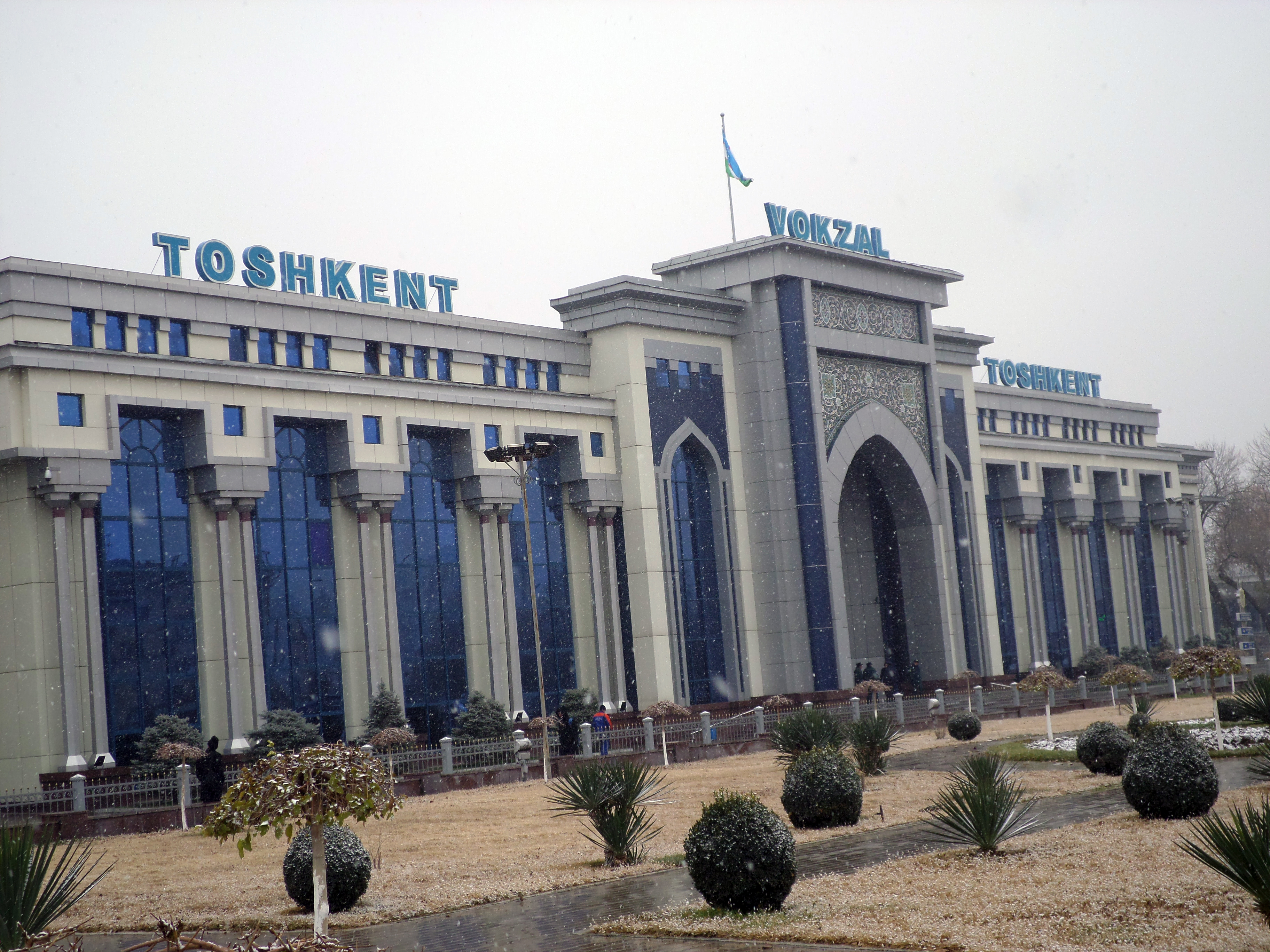
タシュケント駅

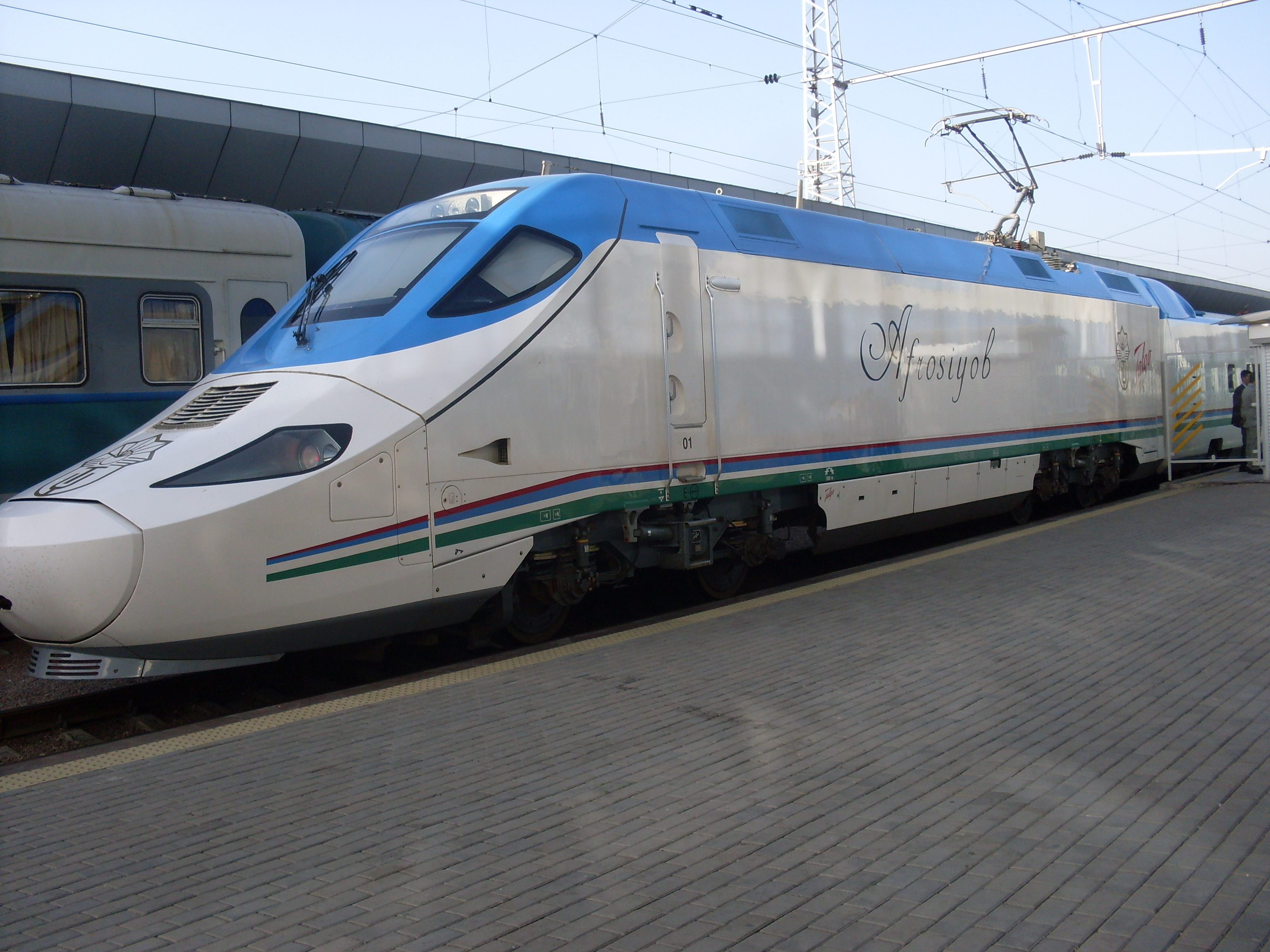
タシュケント・サマルカンド高速鉄道

### ウズベキスタン航空
ウズベキスタン航空がタシュケント国際空港とアジアやヨーロッパの主要都市間を結んでおり、日本にも成田国際空港に週1便定期便を運航している（新型コロナの影響により週2便から減便、2024年4月1日より再び週2便体制）。しかし運休も多く、スケジュール通りに動くか当日にならないと判明しないこともあり、またマイレージも独自のフライトのみでしか加算できないため、マニアックな人好みの航空会社となっている。タシケント国際空港にはアジアやヨーロッパから各国の航空会社が乗り入れており、ソ連時代より中央アジアにおけるハブ空港的な存在となっている。ウズベキスタン航空は、日本からウズベキスタンへの旅客輸送ではなく、イスタンブールやテルアビブなどタシュケント以遠の都市への旅客輸送がほとんどである為、国会でも問題視されたが、法律で禁止されていることではない。

### 国内
国内の移動にはウズベキスタン航空の国内線の他、バスや鉄道も国土の広い範囲をカバーしている。なお鉄道はその多くが旧ソ連時代に建設されたものであり、老朽化が進んだ他、各地方を結ぶ基幹路線のいくつかは近隣国を経由しており、これを解消するために日本政府が円借款を行い、鉄道旅客輸送力の増強および近代化事業を進めている。近年、タシュケント・サマルカンド高速鉄道も運行している。
ウズベキスタンの首都であり国内最大の都市であるタシュケントには1977年にタシュケント地下鉄が整備され、ソ連崩壊による独立後10周年に当たる2001年には地下鉄が3線にまで増加した。ウズベキスタンは中央アジアで最も早く地下鉄が整備された国であり、2013年時点で地下鉄が存在する中央アジアの都市はカザフスタンのアルマトイとタシュケントの2つのみである。駅にはそれぞれ統一されたテーマが設けられており、そのテーマに沿った内装が施されている。例えば、1984年に建設されたウズベキスタン線の「コスモナフトラル駅」は宇宙旅行がテーマとなっており、駅構内はウズベキスタン国内出身のソビエト連邦の宇宙飛行士、ウラジーミル・ジャニベコフの業績を含めた人類の宇宙探査の様子が描かれており、ウラジーミル・ジャニベコフの銅像が駅入口付近に建設されている。
タシュケントには市営のトラムやバスが運行されている他、登録承認済み、非承認にかかわらず多くのタクシーが走行している。ウズベキスタンには現代的な自動車を生産する自動車工場がある。ウズベキスタン政府と韓国の自動車企業、韓国GM（旧称：大宇自動車）により設立されたウズデウオート（現在はGM傘下に入りGMウズベキスタンと改称している）が国内のアサカで大規模な自動車生産を行なっている。政府はトルコのコチュ財閥による投資を受けてサムコチュアフトを設立、小型バスやトラックの生産を開始した。2007年には日本のいすゞ自動車といすゞのバスやトラックを生産を開始した。
鉄道はウズベキスタン国内の多くの街を結ぶと共に、キルギスやカザフスタンなど旧ソ連領域内にあった中央アジアの隣国へも運行されている。更に、独立後2種類の高速鉄道が導入された。2011年9月にはタシュケントとサマルカンドを結ぶタシュケント・サマルカンド高速鉄道の運行が開始された。この高速鉄道の車輌にはスペインの鉄道車両メーカータルゴにより制作されたタルゴ250が使用されており、「アフラシャブ号 (Afrosiyob)」と呼ばれている。初の運行は2011年8月26日に開始された。
ウズベキスタンにはソビエト連邦時代にタシュケント・チカロフ航空生産工場（ロシア語: ТАПОиЧ）と呼ばれたタシュケント航空生産協会という大規模航空機生産工場がある。この工場は独ソ戦時に建設され、当時の生産施設はソビエト連邦と敵対していたナチス・ドイツの軍隊による接収を避けるためソビエト連邦南東部に当たる中央アジアへと疎開してきたものであった。1980年代後半まで、工場はソビエト連邦国内において航空機生産をリードする工場の1つであったが、ソビエト連邦崩壊とともに生産設備は老朽化、多くの労働者が解雇された。現在は年間数台の航空機を生産するのみとなっているが、ロシアの企業による関心により生産能力強化計画があるとも報じられている。

## 国民
| 民族構成   | 民族構成   | 民族構成 | 民族構成 | 民族構成 |
| ---------- | ---------- | -------- | -------- | -------- |
|            |            |          |          |          |
| ウズベク人 | ウズベク人 |          | 83.8%    | 83.8%    |
| ロシア人   | ロシア人   |          | 2.3%     | 2.3%     |
| タジク人   | タジク人   |          | 4.8%     | 4.8%     |
| カザフ人   | カザフ人   |          | 2.5%     | 2.5%     |
| その他     | その他     |          | 8.1%     | 8.1%     |

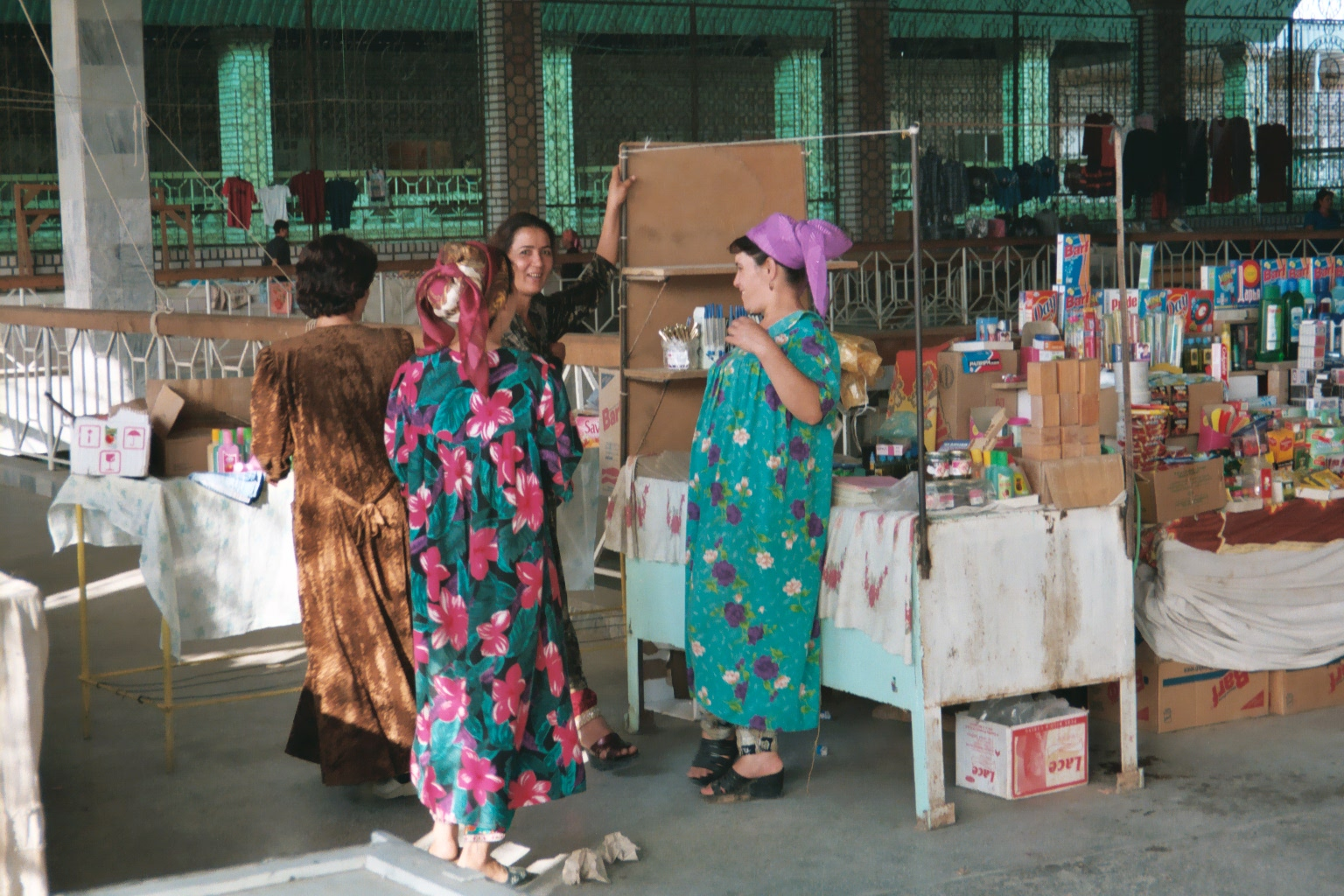
ウズベキスタンの女性

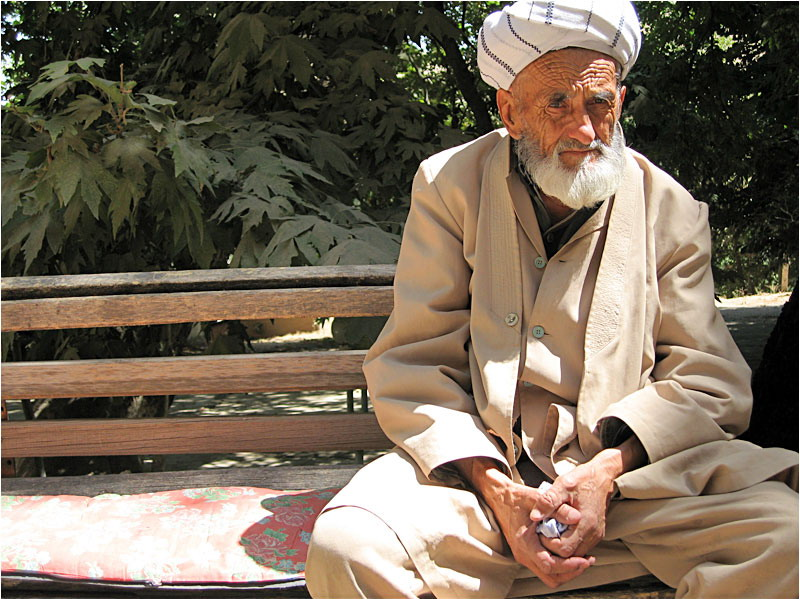
ウズベキスタンの老人

ウズベキスタンは中央アジアで最も人口の多い国であり、2020年時点の人口は3350万人であった。2012年時点の人口29,559,100人 は中央アジア全体の人口の約半数に相当する。

### 民族
ウズベキスタンの平均年齢は低く、全人口の約23.19%は14歳以下である（2020年の推定）。人口推定によると、主要民族のウズベク人が全人口の84.3％を占める。その他、4.8%のタジク人のほか、カザフ人（2.4%）、ロシア人（2.1%）など多くの少数民族が住む（2020年）。ソ連時代に、ウズベク語を話すことのできるタジク人はウズベク人と分類されたため、タジク人は実際には相当数いるものとされる。実際には、人口の20～30%を占めているという調査もある。ソ連時代にはロシア人の割合は12.5%（1970年）を占め、タシュケントの人口の半数近くがロシア人・ウクライナ人であったが、現在はウズベク民族主義や経済的な理由により急減している。人名はソ連時代の名残りからロシア語風の姓名が多く見受けられる。
タジク人の割合に関しては解釈の相違が見られる。ウズベキスタン政府による公式の数字は5%であるが、この数字は過小評価された数字であるとされており、西洋の学者にはタジク人の割合を20%～30%であると見積もる者もいる。公式の統計でウズベク人とされている者の中には中央アジアのトルコ・ペルシア人であったサルト人のような他の民族も含まれている。オックスフォード大学による近年の遺伝子系図テストを用いた研究によると、ウズベク人にはモンゴル人とイラン人の遺伝子混合が見られる。
ウズベキスタンの少数民族としては、1937年から1938年にかけて、ヨシフ・スターリンにより極東ソビエトの沿海州から中央アジア地域へと強制移住させられた朝鮮民族が約20万人ほど在住しており、「高麗人」と自称している。また、ドイツ系のヴォルガ・ドイツ人やアルメニア系のウズベキスタン人もタシュケントやサマルカンドなどの都市部に多い。全人口の約88%がムスリム（ほとんどがスンナ派であり、シーア派は5%となっている）であり、東方正教会信者が9%、その他が3%となっている。アメリカ国務省による2004年の報告によると、0.2%が仏教（ほぼすべてが高麗人）を信仰している。ブハラ・ユダヤ人は1000年以上前に中央アジアへと移り住んできたユダヤ人の民族集団であり、主にウズベキスタンに居住している。1989年時点では94,900人のユダヤ人がウズベキスタン国内に住んでいた（全人口の約0.5％に相当）が、ソビエト連邦崩壊後ブハラ・ユダヤ人の多くはアメリカ合衆国、ドイツ、イスラエルといった他の国々へと出国、2007年時点で残っているブハラ・ユダヤ人の数は5,000人にも満たない。
ロシア系ウズベキスタン人は全人口の約2.1％を占める。ソビエト連邦時代にはロシア人とウクライナ人が首都タシュケントの全人口の半数以上を占めていた。1970年の調査結果によると、全人口の12.5％に当たる約150万人のロシア人が国内に住んでいた。ソビエト連邦崩壊後、ロシア系の人々は主に経済的な理由からその多くが他国へと移住していった。
1940年代のクリミア・タタール人追放（クリミア・タタール語: Qırımtatar sürgünligi）で、クリミア・タタール人はドイツ人、チェチェン人、ギリシア人、トルコ人、クルド人、その他の民族とともに中央アジアへと強制移住させられた。約10万人のクリミア・タタール人が現在もウズベキスタン国内に居住している。タシュケントにおけるギリシア系ウズベキスタン人の数は1974年の35,000人から2004年には12,000人にまで減少している。メスヘティア・トルコ人の大多数は1989年6月にフェルガナ盆地で起きたポグロムの後他国へと出国した。
少なくともウズベキスタンの労働者の10%が国外へと流出しており、そのほとんどがロシアやカザフスタンで働いている。
ウズベキスタンの15歳以上の識字率は100%（2016年の推定） であり、これにはソビエト連邦時代の教育制度が大きく影響していると考えられている。

### 言語
| 言語話者（ウズベキスタン） | 言語話者（ウズベキスタン） | 言語話者（ウズベキスタン） | 言語話者（ウズベキスタン） | 言語話者（ウズベキスタン） |
| -------------------------- | -------------------------- | -------------------------- | -------------------------- | -------------------------- |
|                            |                            |                            |                            |                            |
| ウズベク語                 | ウズベク語                 |                            | 74.3%                      | 74.3%                      |
| ロシア語                   | ロシア語                   |                            | 14.2%                      | 14.2%                      |
| タジク語                   | タジク語                   |                            | 4.4%                       | 4.4%                       |
| その他                     | その他                     |                            | 7.1%                       | 7.1%                       |

公用語はウズベク語のみと制定されている。ウズベク語はラテン文字表記だが、キリル文字での表記も行われている。
ウズベク語母語話者は全体の74.3%を占めるにすぎず、その他ロシア語、タジク語が使われている。ソ連時代まではロシア語も公用語とされていたが独立後に外された。しかし、ロシア語は全人口の14.2％に当たる人々が第一言語として使用しており、その他の人々もその多くがロシア語を第二言語として使用しているなど異民族間の共通語・準公用語的な地位にある。
サマルカンドやブハラ、シャフリサブスなどのウズベキスタン南部地域、フェルガナ盆地地域、シルダリヤ川沿岸地域ではタジク語が広範囲にわたって話されており、タジク語圏地域となっている。ウズベキスタンではタジク語教育は禁止され、家庭内などでの使用に限定されている。そのため、タジク語話者はほとんどがウズベク語との完全なバイリンガルでもあり統計上ではタジク語の割合は4.4%に過ぎないが、全人口の20%～30%前後がタジク人とされるために、タジク語話者も同程度いるものと推測される。このことから、ウズベキスタンはタジキスタンに次ぐタジク語国家ともいえる。
カラカルパクスタン共和国ではカラカルパク語とウズベク語の両方が公用語となっている。
その他、ブハラ語、カラカルパク語、カザフ語、キルギス語、クリミア・タタール語、高麗語なども話されている多言語国家である。

### 宗教

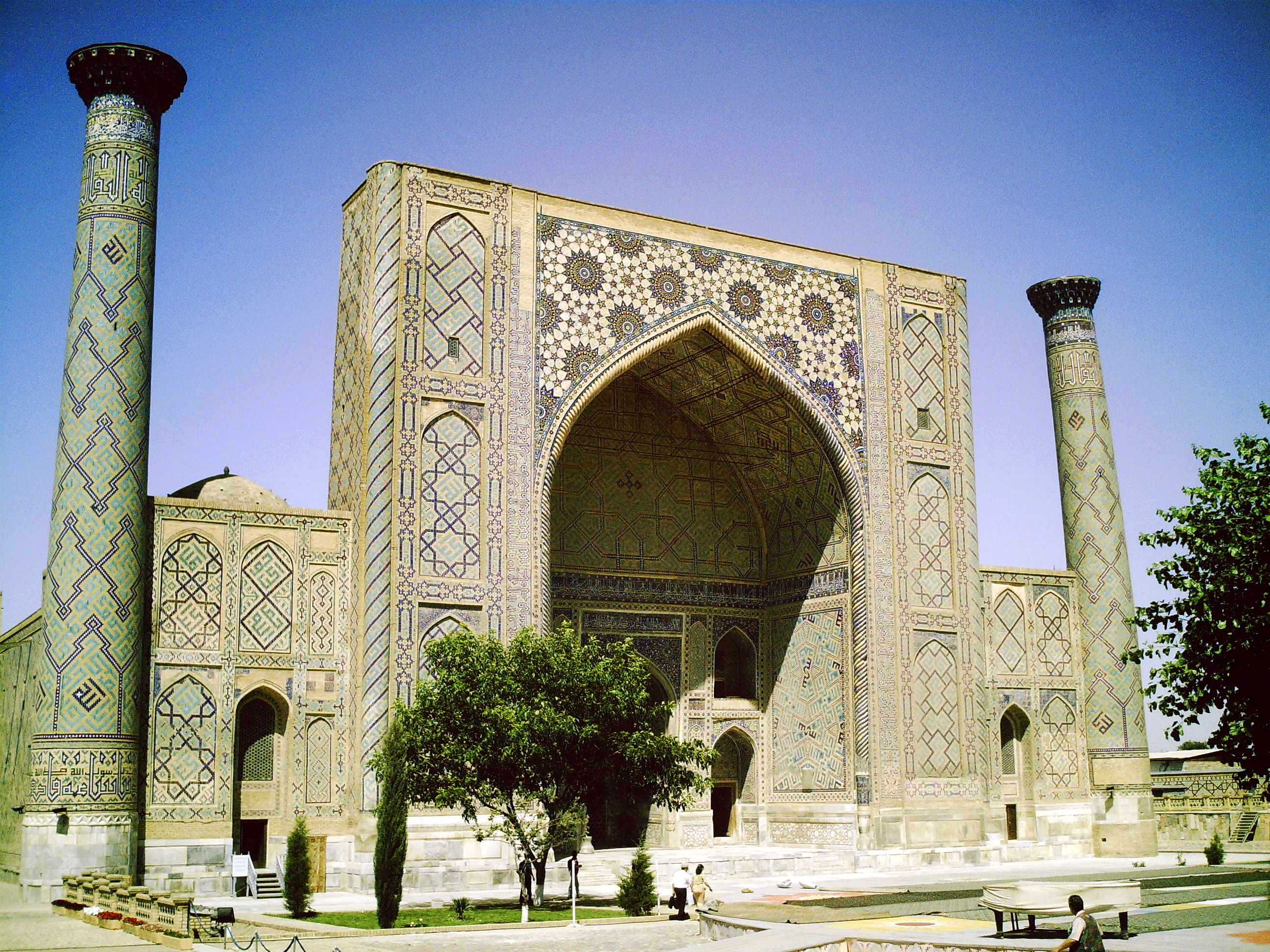
サマルカンドのウルグ・ベク・マドラサ

2009年のアメリカ国務省による調査によると、イスラム教はウズベキスタンの主要宗教であり、人口の約90％がムスリムである。また、5%がロシア正教会を信仰しており、その他が5%となっている。しかし、ピュー研究所による2009年の調査結果によると、ウズベキスタンの全人口の約96.3％がムスリムとなっている。また、約93,000人のユダヤ教信者が存在しているとされている。
国内のイスラム教信者の割合は高いものの、イスラム教の実践は一枚岩からは程遠い。信仰については、20世紀を通して改革や世俗化、イスラム教の伝統との衝突を通して中央アジアで様々な方法が実践されているが、このような混乱した状況が世界へと発信され、定着することとなった。ソビエト連邦の崩壊により多くの人が予想したようなイスラム原理主義の台頭を招くことはなく、衣食に関する戒律は緩やかであり、基本的に女性は頭髪や足首を隠さない。しかし、ブハラなどイスラム色の強い都市では女性がパンツ（ズボン）を履くことに対して良く思わない傾向があり、多くの女性はスカートを履いている。
信教の自由の権利を保証しているものの、ウズベキスタンは国によって認可されないあらゆる宗教活動を禁じている。

### 婚姻
同国の結婚式は「トゥイ」（to'y）と呼ばれており、多くの慣習が存在する。国民にとって結婚式は慶事の中で重要なものであり、どの慶事よりも華やかに祝う。
ソ連崩壊後から、現代的な結婚式に替わりつつあるが、伝統を守っている人も多い。

### 教育

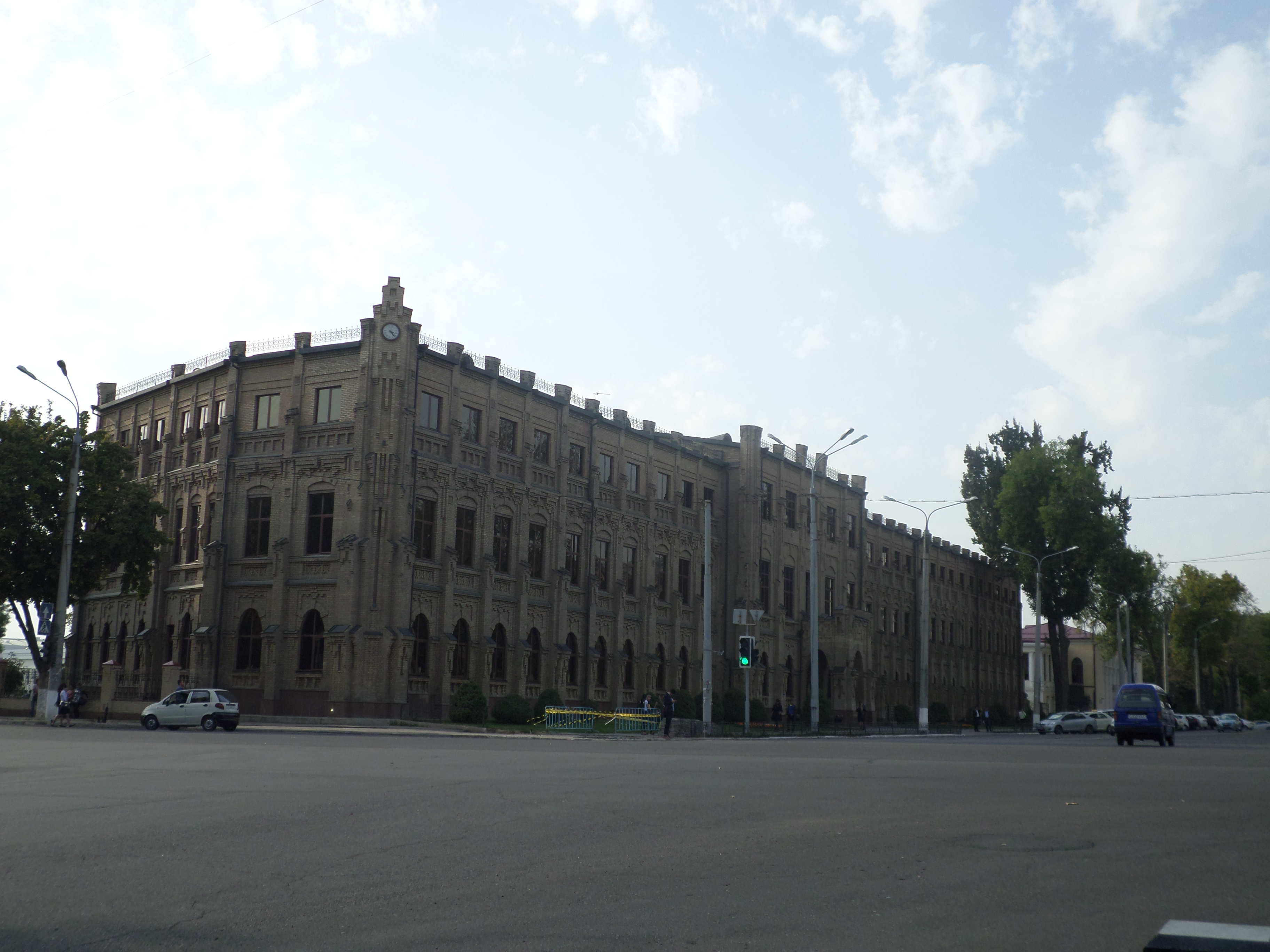
ウェストミンスター国際大学タシュケント校の建物

ウズベキスタン国内における15歳以上の識字率は約99％と高いものの、教育プログラムを推進する際に深刻な予算不足に陥っている。
上記の通り、同国は高い識字率を誇り、15歳以上の識字率は約99.3％であるが、15歳以下の識字率は76％にまで落ち込み、3～6歳の識字率は20％となっている。この大きな要因として、ウズベキスタンの教育方法が挙げられており、未来には識字率が下がっていくと予測されている。学生は月曜日から土曜日まで年間を通して学校に通い、中学校までが義務教育となっている。中学校卒業後、学生は職業専門学校もしくは通常の高校へと進学することが多い。ウズベキスタンには2つのインターナショナルスクールがあり、2つともタシュケントにある。ブリティッシュ・スクールは小学生の、タシュケント・インターナショナルスクールは12歳以上の学生に対する指導を行なっている。
1992年に制定された教育法に沿って教育カリキュラムの改定作業が実行されたが、教育現場の教材などの不足が発生、カリキュラムの改定作業は遅々として進んでいない。この現象の大きな要因として、教師に対する賃金の低さ、政府による学校や教材などのインフラ整備予算の不足が挙げられている。これにはラテン文字へと文字表記を変更したことにより、キリル文字で記されていた過去の教材や資料が使用できなくなったことも関係している。また、教育システムが崩壊したことで、裕福な家庭が自身の子供を出席や入学試験なしに高いレベルの学校に入れてもらう目的で教師や学校関係者に賄賂を送る事態も横行している。
ウズベキスタンの大学は毎年約60万人の卒業生を出しているが、大学卒業生の一般的な水準や高等教育機関内の全体的な教育レベルはそれほど高くない。ウェストミンスター国際大学タシュケント校は英語による講義が設けられた国内初の大学である。

### 医療
国内には16の精神病院と2,834の主要な地方医療機関が存在する。

## 治安
ウズベキスタンでは犯罪統計が公表されていない為、実際の犯罪の発生状況を正確に把握することは困難となっているが、一般的には経済的困窮や貧困を背景に、金銭や貴金属ならびにスマートフォンなどの高級家電を狙う窃盗・強盗などが多発しているとされる。
また、汚職に関しては、これを防止するための法律こそ整備されているものの、法律の施行は非常に弱いものとなっているのが現状である。同国における汚職は、政府や社会、企業に至るほぼ全ての分野にひろがるレベルで存在している。

### 人権
ウズベキスタン共和国憲法では「ウズベキスタン共和国の民主主義は個人の生命、自由、名誉、尊厳、その他の固有の権利を至上の価値とする基本的な人道にもとづく」と宣言している。
人権に対する公的な姿勢については「人権の確立と奨励に関するウズベキスタン共和国政府の取り組み」という覚書に要約されており、以下のように記述されている。「政府はウズベキスタン市民の人権を保護、保証するためにあらゆる手段を用いる。ウズベキスタンは人道的な社会の実現のため、継続的に法改正を行っていく。人々の基本的人権を規定するための300以上の法案が議会を通過した。例として、オンブズマン事務所は1996年に設立された。2005年8月2日、大統領のイスラム・カリモフは2008年1月1日よりウズベキスタンにおいて死刑を廃止する法令に署名した。
しかし、国際ヘルシンキ人権連盟（IHF）、ヒューマン・ライツ・ウォッチ、アムネスティ・インターナショナルなどの非政府組織の人権団体はアメリカ合衆国国務省や欧州連合理事会とともに、ウズベキスタンを「市民権が制限された権力主義国家」と定義しており、「あらゆる基本的人権に対する広範囲の侵害」が存在することに重大な懸念を表明している。
報告によると、最も広範囲で見られる人権侵害は拷問、恣意的な逮捕、そして、信教の自由、言論の自由、出版の自由など様々な自由の制限があげられる。また、地方ではウズベキスタンの女性に対して強制不妊手術を行うことが政府によって容認されているとの報告がある。また、宗教団体の会員、独立したジャーナリスト、人権活動家や禁止された敵対政党の党員を含む政治活動家などに対する人権侵害が頻繁に行われているとも報告されている。
2005年のアンディジャン事件では結果として数百人の死亡者が出たが、この事件はウズベキスタン国内の人権侵害の歴史の中でも大きな事件となった。
アンディジャン事件に関する深い懸念がアメリカ合衆国、欧州連合、国連、OSCE議長、OSCE民主主義人権研究事務所によって示され、これらの機関はウズベキスタン政府から独立した調査を要求した。ウズベキスタン政府が人命を不法に奪い、市民の集会の自由と表現の自由を否定していることにも非難が出ている。政府はこれらの非難を真っ向から否定した上で、必要最小限の武力を用いて反テロ活動を展開したにすぎないと主張した。さらに、政府の一部官僚は「ウズベキスタンに対して情報戦が仕掛けられている」と述べ、「アンディジャンの人権侵害」はウズベキスタンの内政に干渉するのに都合よい口実として、ウズベキスタンの敵対勢力がでっちあげたものであると主張した。
タジク人が彼らの母語であるタジク語を学校で教えることをウズベキスタンは禁じており、タジク語（もしくはペルシア語）の文学作品が破壊された例が存在する。

## 文化

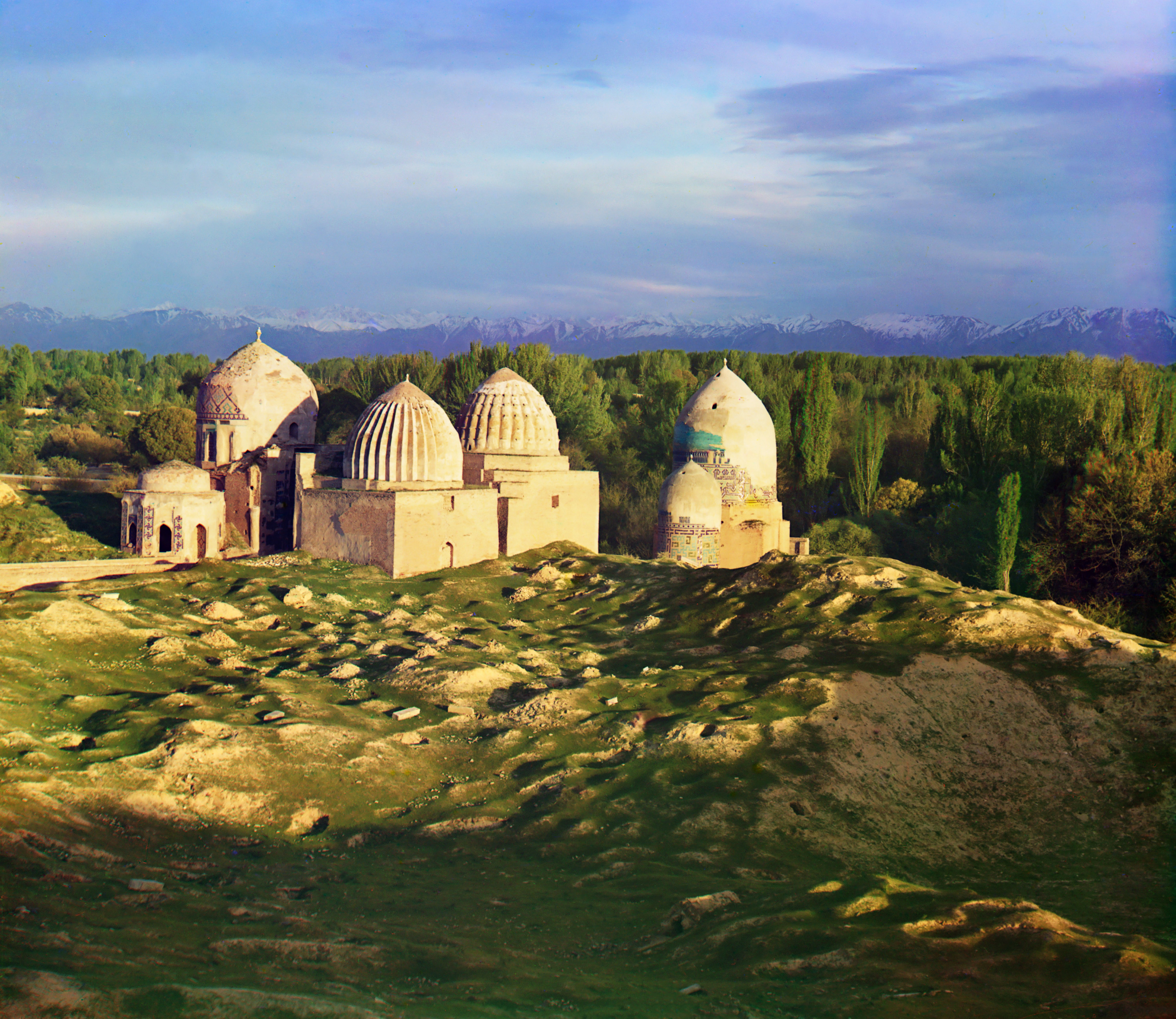
サマルカンドのシャーヒ・ズィンダ廟群

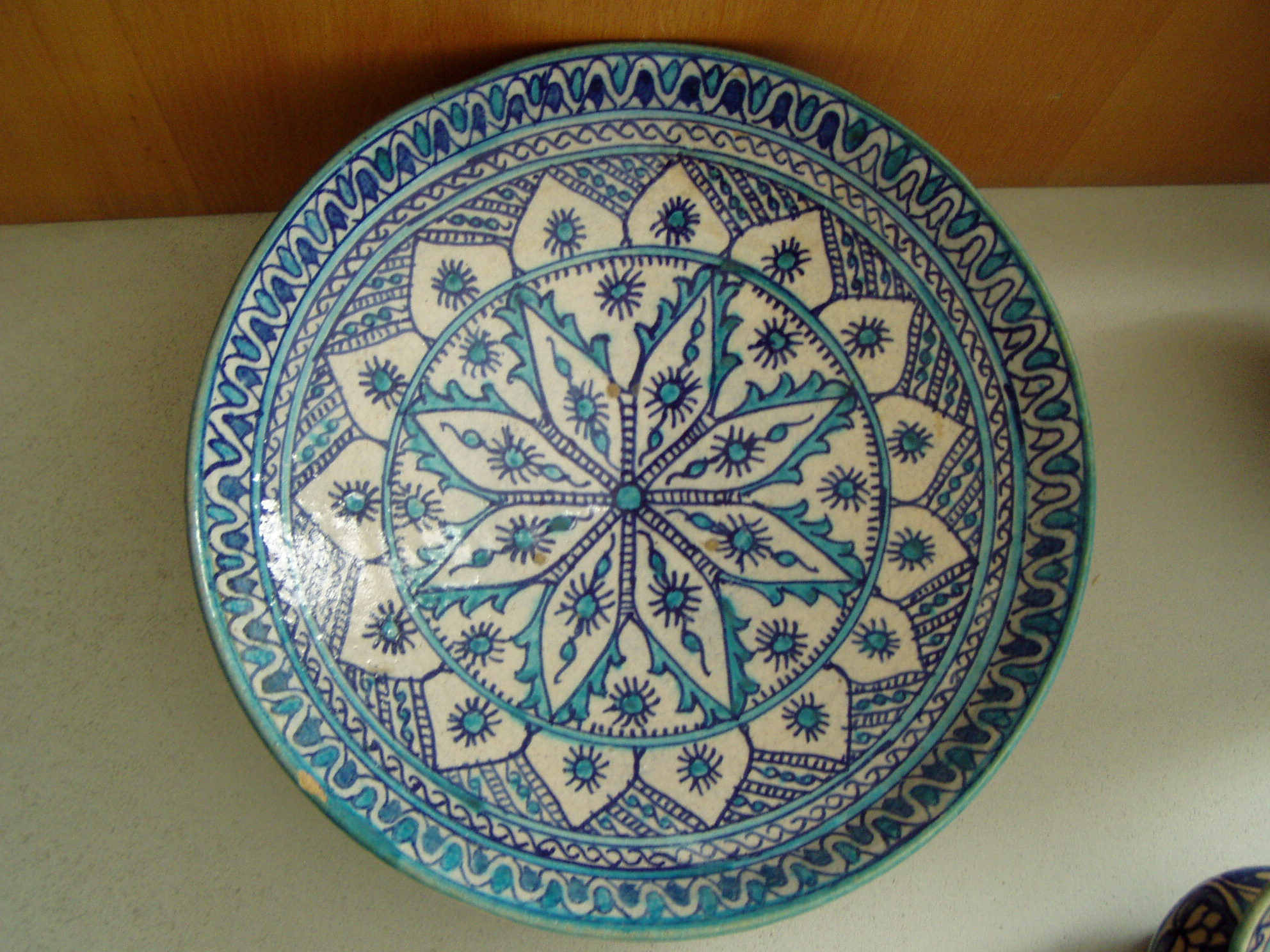
ウズベキスタンの伝統工芸品

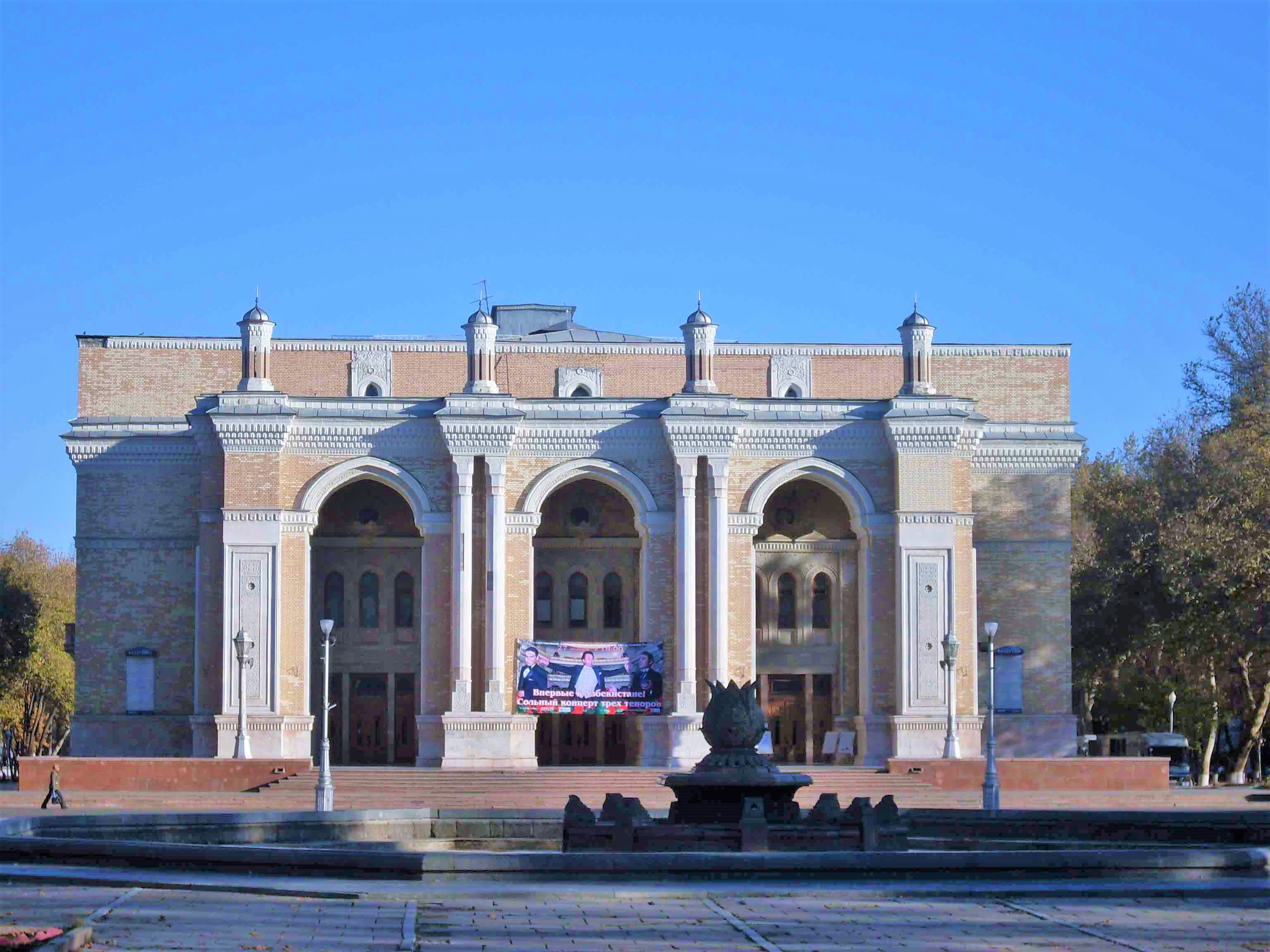
タシュケントのナヴォイ劇場

### 食文化・料理

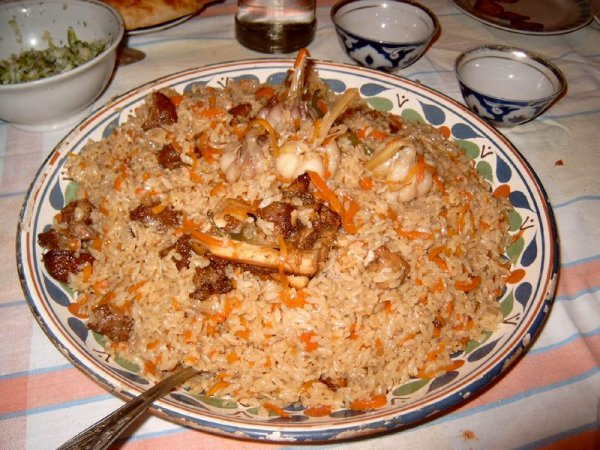
ウズベキスタンの国民食であるプロフ

ウズベキスタン料理は国内の農業に大きな影響を受けている。ウズベキスタンでは穀物の収穫高が多いことから、パンや麺はウズベキスタン料理において重要な地位を占めており、時に「ヌードル・リッチ（noodle rich、麺が豊富）」と形容されることがある。羊肉はウズベキスタン国内でヒツジの放牧が盛んであることから一般的に販売されている肉であり、様々なウズベキスタン料理に使用されている。
ウズベキスタンの国民食はプロフ（パラフ、パラウ、オシュとも呼ぶ）であり、米、肉、ニンジンやタマネギなどの野菜を使用して作られる料理で、主菜として供される。プロフはトルコから中央アジアに伝わった料理で、フランス料理のピラフに似ており、その元になった料理である。オシ・ナハルは通常午前6時から9時までに提供される朝のプロフであり、結婚式などの慶事の際には集まった客の分まで大量に作られる。他に有名なウズベキスタン料理としては以下のようなものがある。シュルパ（シュルヴァやシャルヴァとも呼ばれる）は脂肪の多い肉（通常は羊肉を用いる）の大きな塊と新鮮な野菜から作るスープである。ナリンやラグマンは麺料理であり、スープとしても主菜としても出されることがある。マンティやチュチュヴァラ、サムサは小麦粉で作った生地に肉などの具を詰めた後、蒸す、焼く、揚げるなどした餃子に近い料理である。肉と野菜のシチューに近いディムラマや様々なカバブは通常、主菜として供される。
緑茶は一日を通じ飲まれることが多いウズベキスタンの国民的な飲料である。緑茶を提供する喫茶店（チャイハナ）は文化的にも重要な位置づけにある。他にもタシュケント付近では紅茶などの茶が出されることも多いが、緑茶や紅茶に牛乳や砂糖を入れて飲むようなことはしない。茶は必ず食事とともに提供されるが、ホスピタリティの一環として、客を招いた際には必ず緑茶もしくは紅茶を出す習慣がある。冷たいヨーグルト飲料であるアイランは夏季には人気があるものの、茶に代わる地位は獲得していない。
国内に多いムスリムにとって、飲酒は本来禁忌であるが、戒律が緩いため街中では酒が売られており、政府も輸出・観光産業振興のためワインの生産奨励や販売規制緩和を政策としている（ただし、ソ連崩壊後のイスラム教復興の影響を受けた若い世代はあまり飲酒しない）。ブドウを含めて果樹が豊富なウズベキスタンにおけるワイン醸造は、イスラム化以降は下火になったものの、紀元前に遡る歴史があると推測されている。
ウズベキスタン国内には14のワイナリーがあり、国内現存最古かつ最も有名なワイナリーであるサマルカンド・ワイナリー（ホブレンコ・ワイナリー（Khovrenko Winery））はサマルカンドで1868年、ロシア人実業家のドミトリー・フィラートフにより創業された。サマルカンドのワイナリーではグリャカンダス（Gulyakandoz）、シリン、アレアティコ、カベルネ・リカノー（Kabernet likernoe）など、地方のブドウを使用した様々な種類のデザートワインを生産している。他にも、バギザカン、スルタンなどのブランドがあり、ドライタイプのものも近年日本にも輸入されるようになった。ウズベキスタンのワインはロシアをはじめとするNIS諸国に輸出されているほか、国際的な賞も受賞している。

### 音楽

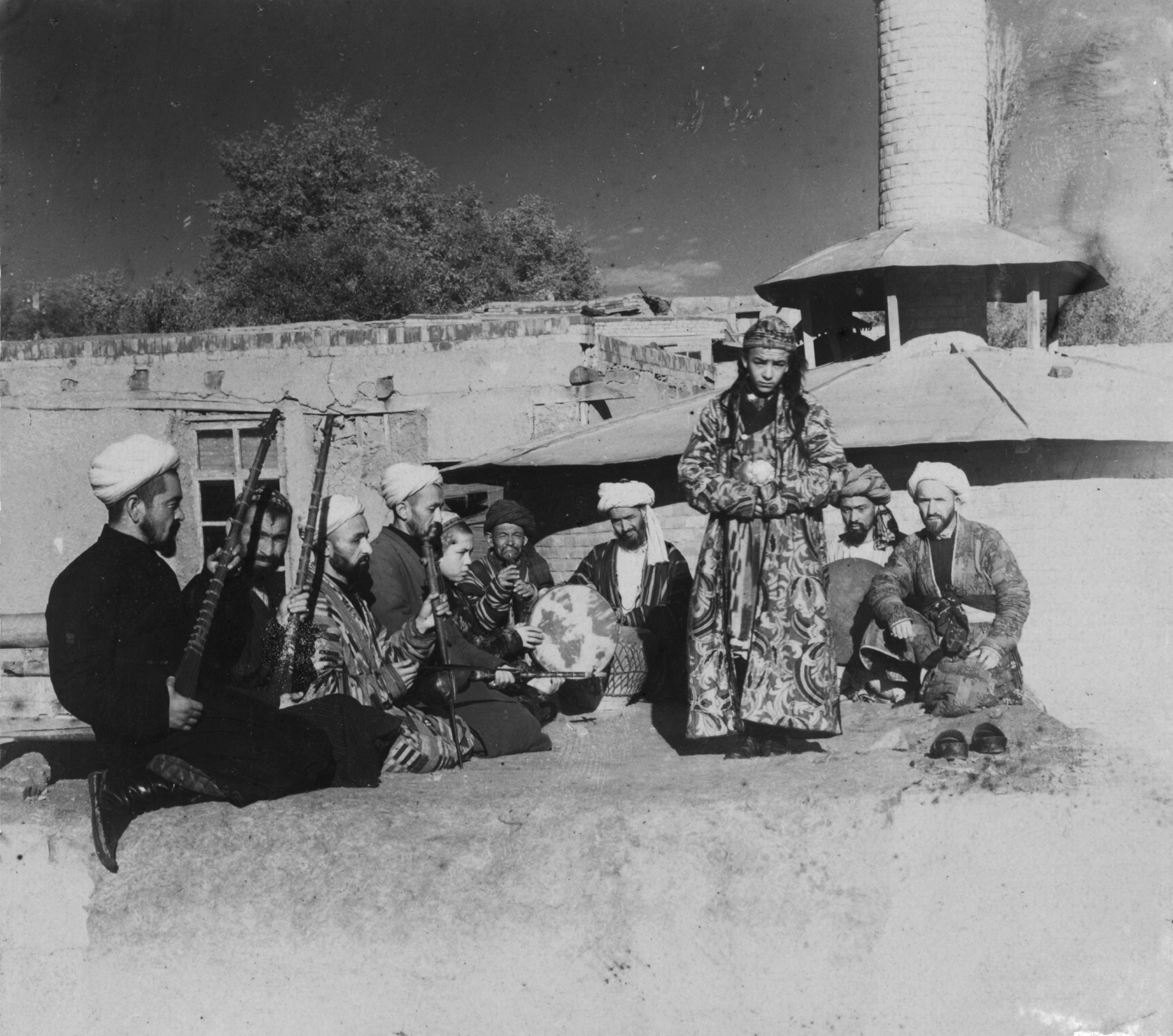
サマルカンドの踊り「Bacha」、1905年～1915年

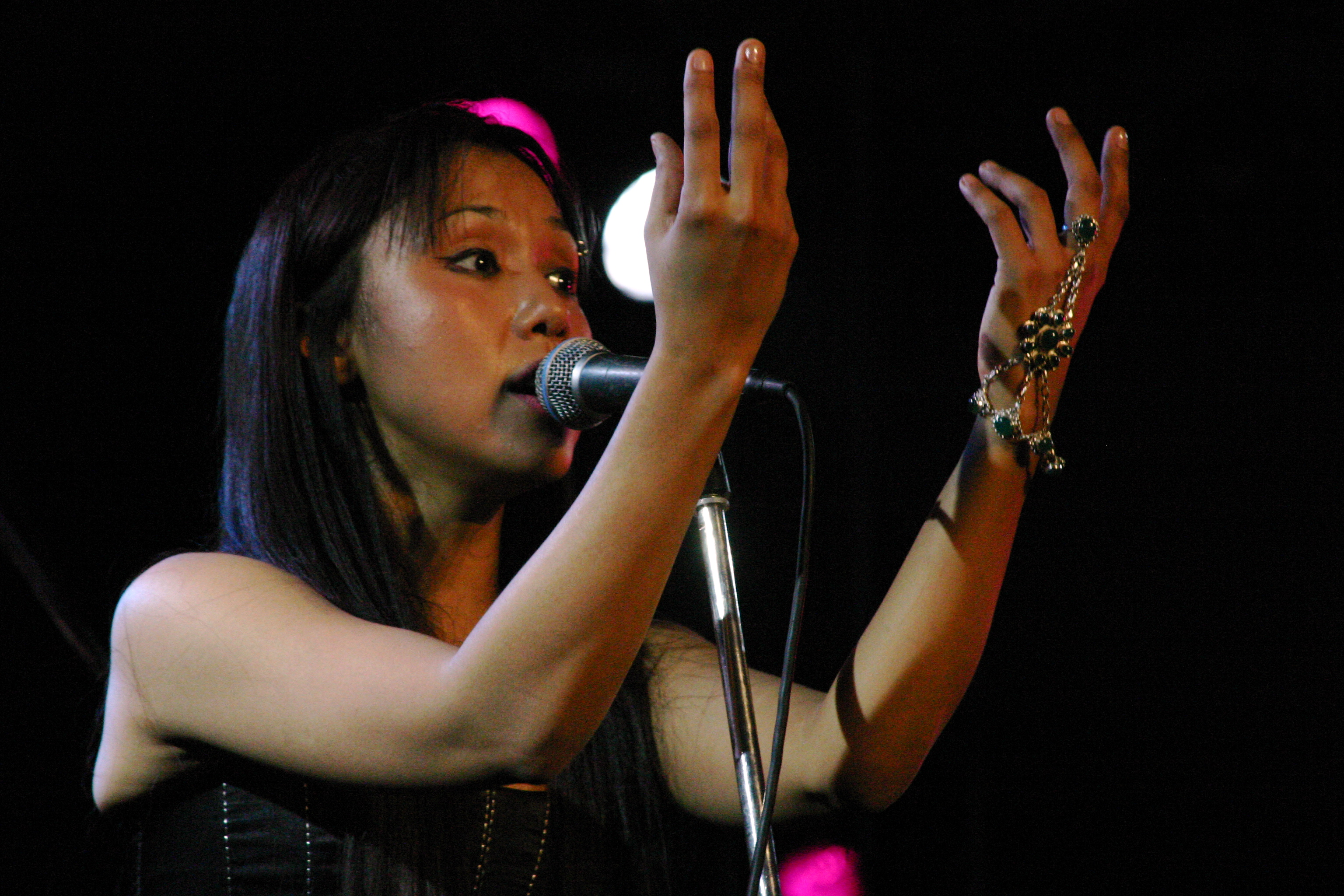
セヴァラ・ナザルハン

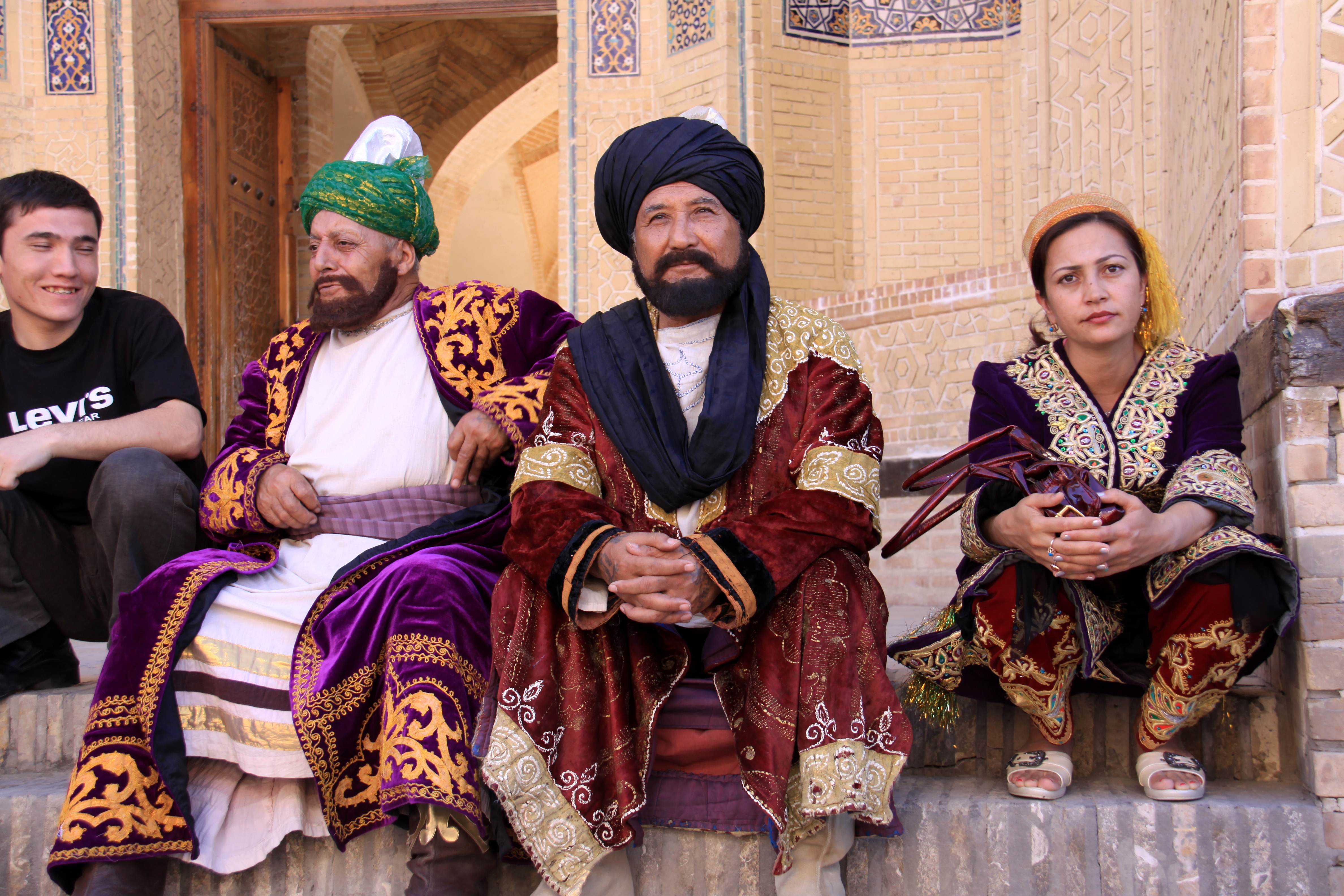
ブハラのシルク・アンド・スパイス・フェスティバル

中央アジアの伝統音楽の形式の1つにシャシュマカームがあり、これは当時文化の発信地であったブハラで16世紀後半に生まれたものである。シャシュマカームはアゼルバイジャンのムガームやウイグルのムカームと非常に密接な関係にある。シャシュマカームという名前は「6つのマカーム」を意味し、イランの伝統音楽と同じく、6つの異なる旋法が6つの節に組み込まれた音楽であることからその名がついた。スーフィーが語りだす間奏では音楽が中断され、低音で吟じ始めた後で次第に高音になりクライマックスを過ぎると再び元の低音に戻ることが多い。
バズムや結婚式のような行事に出席する聴衆の間ではフォーク・ポップスタイルの音楽は人気がある。ウズベキスタンの伝統音楽はポップミュージックの形式とは大幅に異なっている。多くの場合、男性同士の間で行われる朝夕の会合において、1人もしくは2人の音楽家の演奏を聞くことが多い。ウズベキスタンの伝統音楽として有名なものにシャシュマカームがある。裕福な家庭によるミュージシャンへの大規模な支援が行われており、パトロンとなる彼らはシャシュマカームの演奏などすべての代金を負担している。詩と音楽は互いを引き立たせ、いくつかの楽曲では、1つの曲に2つの言語が取り入れられていることもあった。1950年代には、フォーク・ミュージックは次第に人気がなくなり、ラジオで流す曲のジャンルとして禁止令を受けた。これらの曲は完全に排除・衰退したわけではなかったが、「封建音楽」として名称を変えることとなった。禁止令が出されていたものの、フォーク・ミュージックの演奏グループは独自の方法で音楽の演奏を続けており、個人の間で次第に広まっていった。

### 民族舞踊
ホレズム、フェルガナ、ブハラの3つの舞踊流派があり、それぞれに独特の特徴がある。ホレズム舞踊「ラズギ」は2019年にユネスコ無形文化遺産に登録された。

### 美術
ウズベキスタンにおける現代美術館を代表するものとして、2004年に設立されたウズベキスタン美術館が知られている。

### 祝祭日
振り替え休日は採用されていない。
| 日付              | 日本語表記           | 現地語表記                                          | 備考 |
| ----------------- | -------------------- | --------------------------------------------------- | ---- |
| 1月1日            | 元日                 | Yangi yil kuni Янги йил куни                        |      |
| 3月8日            | 国際婦人デー         | Xalqaro xotin-qizlar kuni Халқаро хотин-қизлар куни |      |
| 3月20日または21日 | ナブルーズ(春分の日) | Navroʻz Наврўз                                      |      |
| 5月9日            | 戦勝記念日           | G'alaba kuni Ғалаба Куни                            |      |
| 9月1日            | 独立記念日           | Mustaqillik kuni Мустақиллик Куни                   |      |
| 10月1日           | 教師の日             | O'qituvchilar kuni муаллимон Куни                   |      |
| 12月8日           | 憲法記念日           | Konstitutsiyasi kuni Конституцияси Куни             |      |

上記の他、イスラム教に基く祝祭日がある。ヒジュラ暦に従って制定されるため、グレゴリオ暦では移動祝日となる。
- ラマダーンの終了日
- 犠牲祭 Курбан-Хаит クルバン・ハイート
暦の関係上、2006年のように年に2回制定されることがある。2006年は1月10日と12月31日。

### スポーツ
1991年にウズベキスタンが独立する以前、ウズベク・ソビエト社会主義共和国はソ連の一員としてサッカーソビエト連邦代表やラグビーソビエト連邦代表、アイスホッケーソビエト連邦代表、バスケットボールソビエト連邦代表、ハンドボールソビエト連邦代表など、各スポーツのソ連代表チームに選手を送り出していた。ソビエト連邦の崩壊後、同国はサッカーウズベキスタン代表やラグビーウズベキスタン代表、フットサルウズベキスタン代表やバスケットボールウズベキスタン代表などの代表チームを結成し、国際大会に派遣している。
国内には国際クラッシュ協会の本部がある。クラッシュはウズベキスタンの国技であり、現在スポーツとして行われているクラッシュはウズベキスタンの伝統的な格闘技であったクラッシュを国際化・現代化したものである。また、カヌースプリント競技のミカエル・コルガノフはK-1 500mにおいて世界王者になったことがあるほか、オリンピックで銅メダルを獲得している。体操競技のアレクサンデル・シャティロフはゆかで銅メダルを獲得している。
サッカー
ウズベキスタンにおいて、サッカーは圧倒的に1番人気のスポーツである。1992年にプロサッカーリーグの「ウズベキスタン・スーパーリーグ」が創設され、全14クラブが所属している。リーグの最多優勝クラブはパフタコール・タシュケントである。ウズベキスタンサッカー連盟はアジアサッカー連盟（AFC）に加盟しており、AFCチャンピオンズリーグなどのAFCが主催する国際大会に出場している。AFCカップの2011年大会において、ナサフ・カルシが同国サッカー界初の国際大会優勝を達成している。
サッカーウズベキスタン代表はFIFAワールドカップの本大会への出場歴はないものの、AFCアジアカップの2011年大会では4位に躍進するなど、アジア地域の大会においては好成績を残すこともある。また、U-23代表はAFC U-23選手権2018で初優勝を飾っており、U-20代表も自国開催となったAFC U-20アジアカップ2023で初優勝を遂げている。著名な選手としては、ASローマでプレーしているエルドル・ショムロドフやマンチェスター・シティFCでプレーしているアブドゥコディル・フサノフが知られている。
テニス
テニスもサッカーに次いで人気のスポーツであり、特に1991年にウズベキスタンが独立して以降人気が出た。国内のテニスを統括する団体、ウズベキスタンテニス連盟（UTF）は2002年に設立された。首都のタシュケントでは毎年タシュケント・オープンというWTAの国際テニストーナメントが開催されている。タシュケント・オープンは1999年に開始され、屋外のハードコートを使用して行われている。同国で実績のある有名テニス選手としては、デニス・イストミンやアクグル・アマンムラドワがいる。
ロードレース
ウズベキスタンは自転車競技選手、ジャモリディネ・アブドヤパロフの故郷である。ツール・ド・フランスで三回の区間優勝を果たしており、いずれの回もマイヨ・ヴェールを勝ち取っている。アブドヤパロフはツアーもしくは一日制のレースで、先頭集団が一塊になってゴールに向かう際に優勝を勝ち取ることが多く、しばしば最後の数kmで「スプリント」をかけるが、この際に川が蛇行するように左右に揺れながら走行を行うため、集団で走る他の競技者からは接触などの危険が高まり、危ない選手であるとみなされていた。この走行スタイルから、彼には「タシュケントの虎」というニックネームがついている。
格闘技
アルトゥール・タイマゾフは2000年に開催されたシドニー五輪でウズベキスタンに初のレスリングのメダルをもたらした他、アテネオ五輪、北京五輪、ロンドン五輪と3大会に渡り男子120kg級で金メダルを獲得している。ルスラン・チャガエフは同国を代表するWBAのプロボクサーである。彼は2007年にニコライ・ワルーエフを破ってWBAタイトルを奪取した、チャガエフは2009年にウラジミール・クリチコに敗れるまで2回王座防衛を果たした。
関連画像

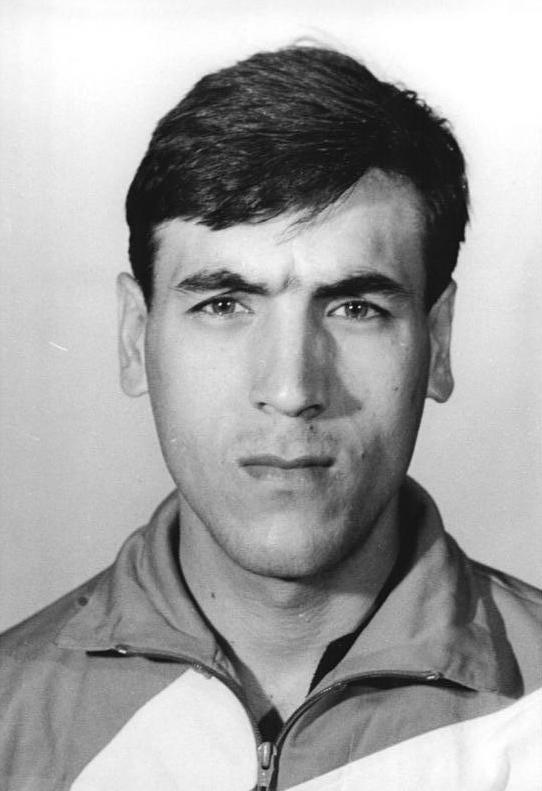
ジャモリディネ・アブドヤパロフはツール・ド・フランスで3回の区間優勝を達成している
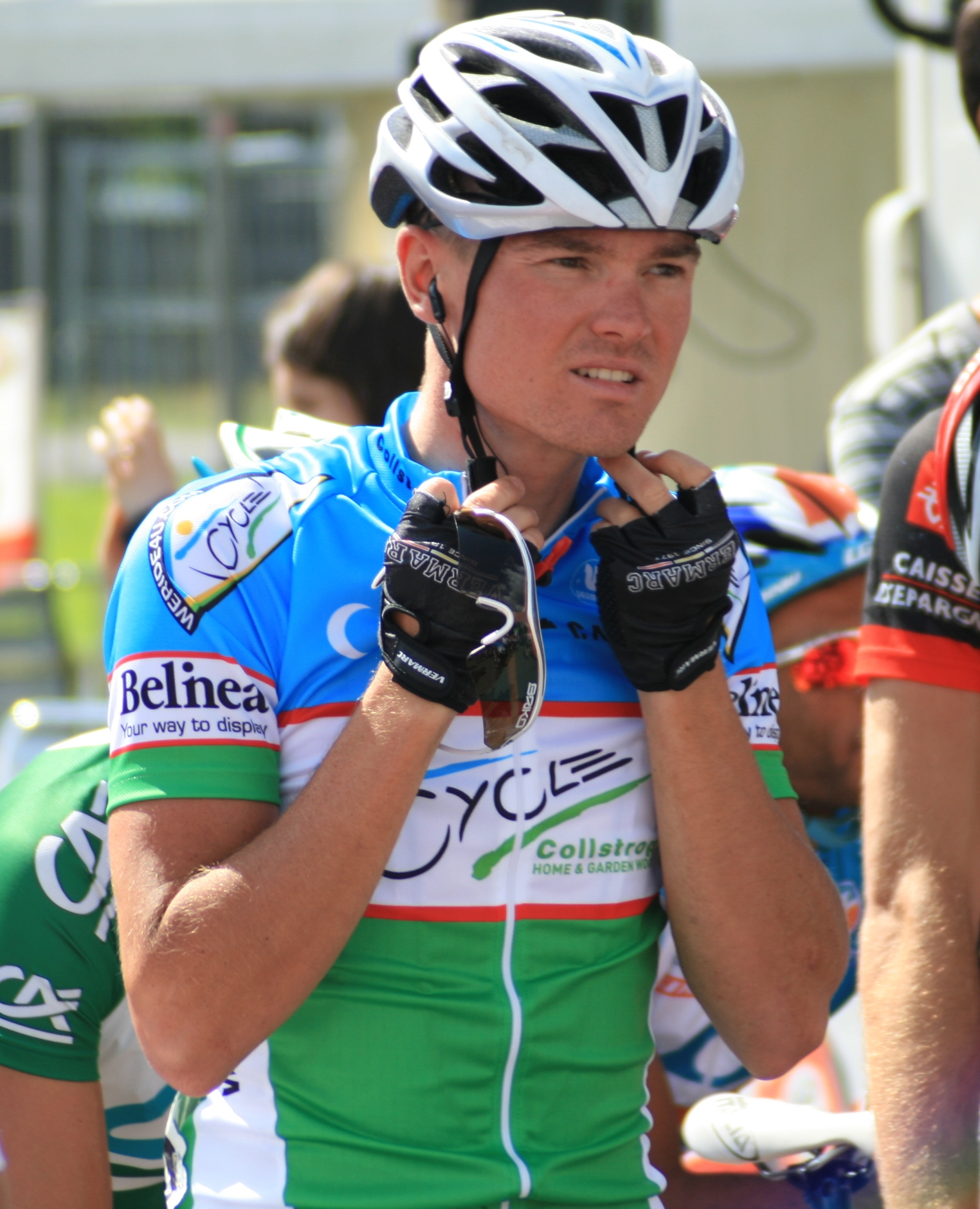
エネコ・ツアー2008のセルゲイ・ラグティン
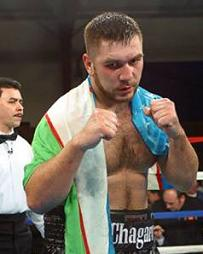
世界ボクシング選手権で金メダルを獲得したルスラン・チャガエフ
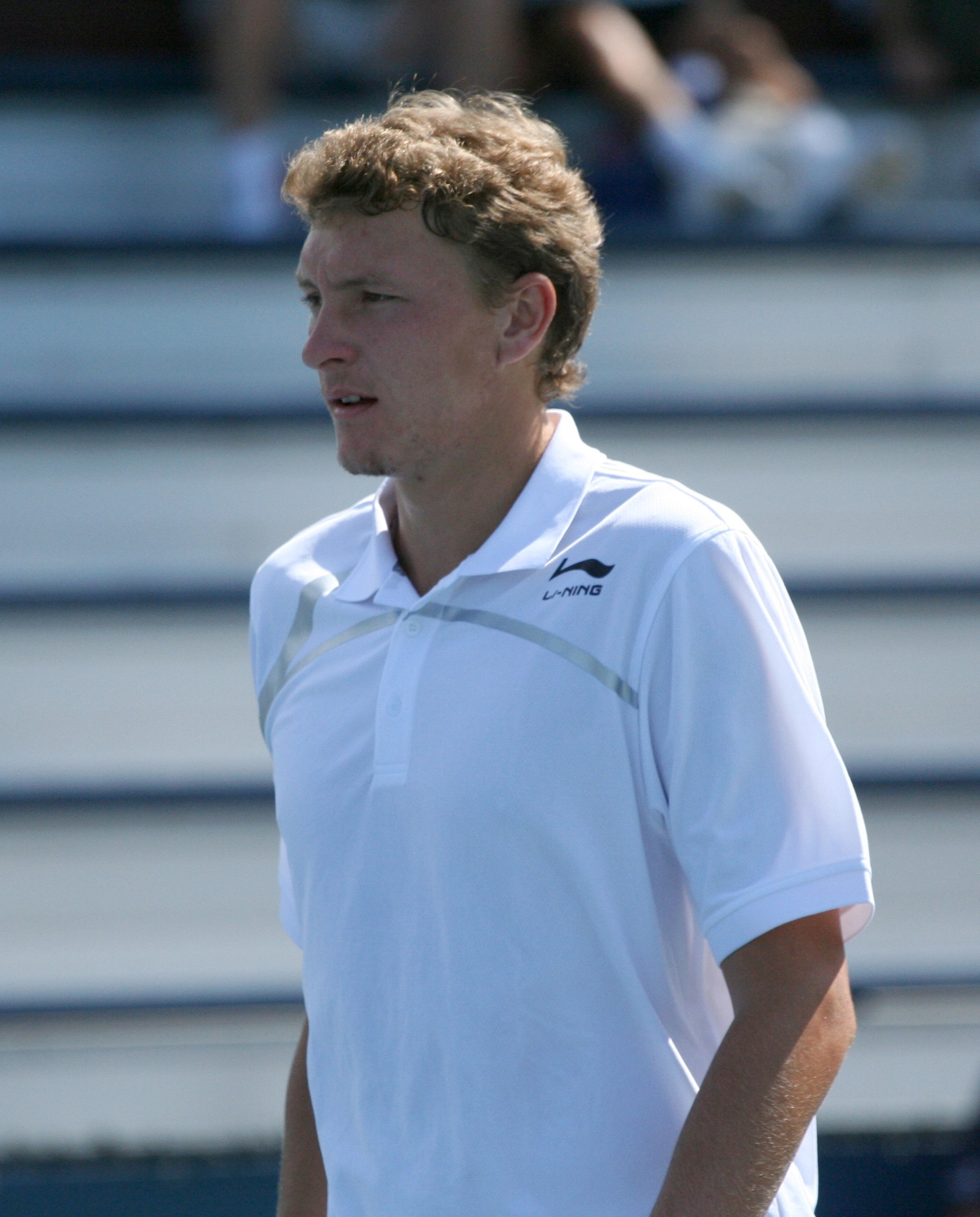
2009年全米オープンのデニス・イストミン

## 著名な出身者
- ベフゾド・アブドゥライモフ - ピアニスト
- ファルフ・ルジマートフ - バレエダンサー
- セルヴェル・ジェパロフ - サッカー選手
- マクシム・シャツキフ - サッカー選手
- ファズィル・ムサエフ - サッカー選手
- サンジャール・トゥルスノフ - サッカー選手
- エルドル・ショムロドフ - サッカー選手
- サルドル・ラシドフ - サッカー選手
- アクグル・アマンムラドワ - テニス選手
- イロダ・ツルヤガノワ - テニス選手
- アナスタシア・ギマゼトディノワ - フィギュアスケート選手
- オルガ・アキモワ - フィギュアスケート選手
- タチアナ・マリニナ - フィギュアスケート選手
- ルスラン・チャガエフ - プロボクサー
- バホディル・ジャロロフ - プロボクサー
- アルトゥール・タイマゾフ - レスリング選手
- ポリーナ・ラヒモワ - バレーボール選手
- ラマザン・テミロフ - 総合格闘家